# Feuerwehrfahrzeuge in Deutschland

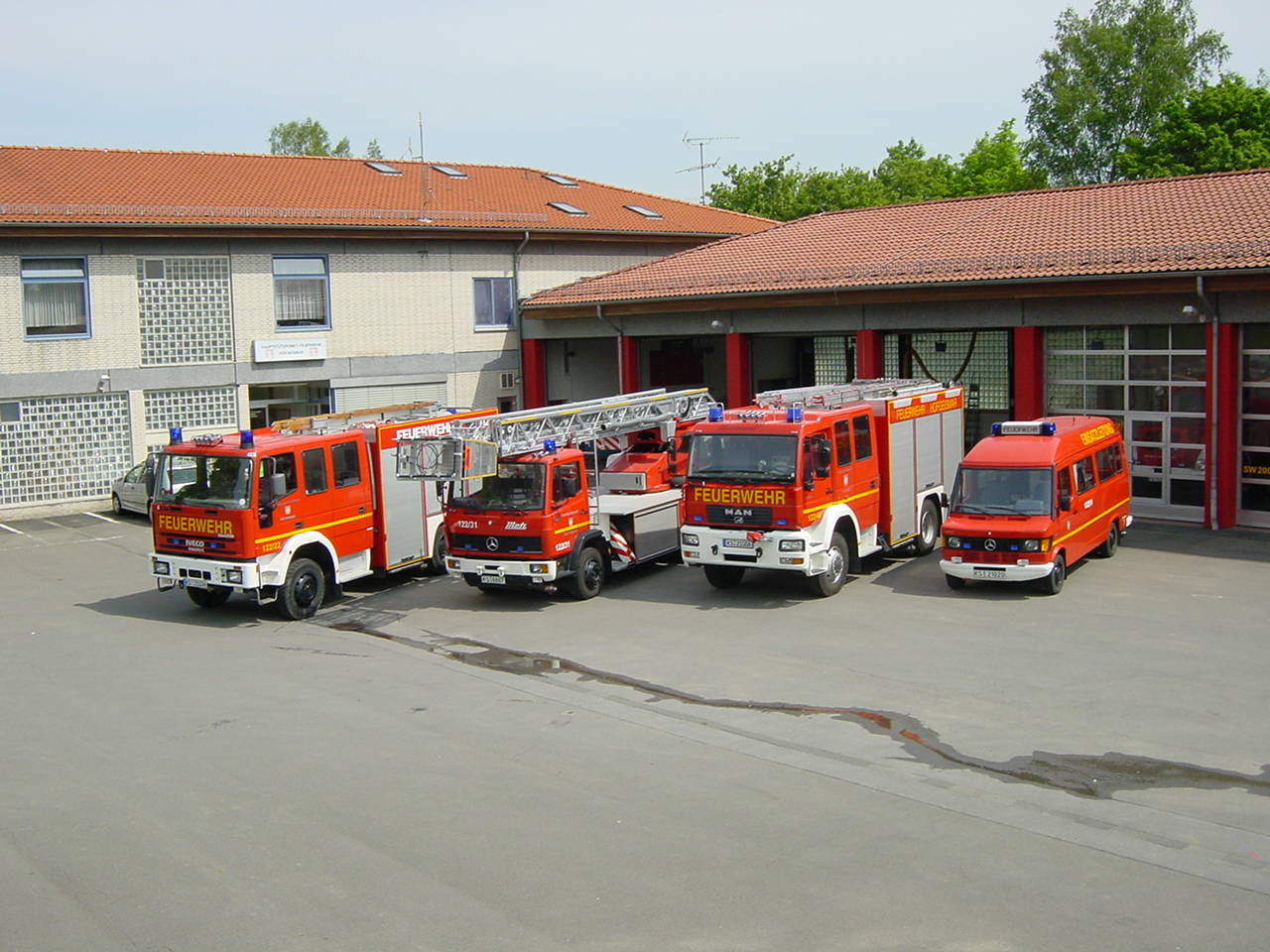
Deutsche Feuerwehrfahrzeuge (hier Löschzug)

In Deutschland werden an Feuerwehrfahrzeuge besondere Anforderungen gestellt. Anders als beispielsweise in den USA müssen sie in Deutschland möglichst multifunktional sein. Sie müssen sowohl in städtischen Regionen, Wäldern, Heiden und im Gebirge einsetzbar sein und zugleich bei vielen denkbaren Einsatzszenarien Verwendung finden. Zur einfachen und unmissverständlichen Verwendung auch im überregionalen Zusammenspiel normt das Deutsche Institut für Normung zahlreiche Einsatzfahrzeuge. Die entsprechende Kennung ist auch im Funkrufnamen enthalten, was allerdings weder bedeutet, dass diese Kennung in zwei Bundesländern notwendigerweise die gleiche ist, noch ausschließt, dass ein Bundesland zwei Normfahrzeuge einer Kennung zuordnet.

## Einteilung
Um den einsatztaktischen Wert der Feuerwehrfahrzeuge bestimmen zu können, ist es notwendig, hier eine Einteilung vorzunehmen. In Deutschland gibt es hierfür zwei Kriterien, nämlich Besatzung und Normung.

### Besatzung
Feuerwehrfahrzeuge können nach der Taktischen Einheit klassifiziert werden, von der sie besetzt werden. Dies ist besonders bei Einsätzen mit großem Personalaufwand notwendig, um einen Transport aller Einsatzkräfte zur Einsatzstelle gewährleisten zu können. Nach dieser Einteilung gibt es 3 Fahrzeugtypen:
- Das Truppfahrzeug (0/1/2/3) hat 3 Besatzungsmitglieder: Einen Truppführer, einen Truppmann und einen Maschinisten. Zu den Truppfahrzeugen gehören Rüstwagen, Hubrettungsfahrzeuge, Tanklöschfahrzeuge, Schlauchwagen und Gerätewagen.
- Das Staffelfahrzeug (0/1/5/6) hat 6 Besatzungsmitglieder: Einen Staffelführer, einen Maschinisten und zwei Trupps (mit jeweils Truppführer und Truppmann). Zu den Staffelfahrzeugen gehören Tragkraftspritzenfahrzeuge, Tanklöschfahrzeuge und Kleinlöschfahrzeuge.
- Das Gruppenfahrzeug (0/1/8/9 oder 1/0/8/9) hat 9 Besatzungsmitglieder: Einen Gruppenführer, einen Maschinisten, einen Melder und drei Trupps (mit jeweils Truppführer und Truppmann). Zu den Gruppenfahrzeugen gehören Löschgruppenfahrzeuge, Hilfeleistungslöschgruppenfahrzeuge und Mannschaftstransportfahrzeuge, oft Mehrzweckfahrzeug etc.

Darüber hinaus gibt es noch Sonderfälle wie beim Einsatzleitwagen mit 4 Mann (1/1/2/4) Besatzung oder verschiedene Kleineinsatzfahrzeuge mit lediglich 2 Mann (0/1/1/2).

### Normung
Die meisten Einsatzfahrzeuge der deutschen Feuerwehren sind in DIN genormt. Hierfür wird der DIN-Nummernbereich DIN 14500 bis 14599 verwendet sowie der Bereich DIN 14700 bis 14709 für fahrbare Feuerwehrleitern.

#### Feuerwehrfahrzeug-Typenliste der aktuell genormten Fahrzeuge
| Fahrzeugtyp                                        | Kurzbezeichnung     | Pumpenart    | Hauptaufgabe                                                 | Gesamtmasse  | Besatzung                              | (Mindest)Tankvolumen        |
| -------------------------------------------------- | ------------------- | ------------ | ------------------------------------------------------------ | ------------ | -------------------------------------- | --------------------------- |
| Tragkraftspritzenfahrzeug                          | TSF                 | PFPN 10-1000 | Brandbekämpfung                                              | 4,75 t       | Staffel (0/1/5/6)                      | –                           |
| Tragkraftspritzenfahrzeug mit Wasser               | TSF-W               | PFPN 10-1000 | Brandbekämpfung                                              | 7,5 t        | Staffel (0/1/5/6)                      | 500 bis 750 l               |
| Kleinlöschfahrzeug                                 | KLF                 | PFPN 10-1000 | Brandbekämpfung                                              | 4,75 t       | Staffel (0/1/5/6)                      | 500 l                       |
| Mittleres Löschfahrzeug                            | MLF                 | FPN 10-1000  | Brandbekämpfung                                              | 9 t          | Staffel (0/1/5/6)                      | 600 bis 1000 l              |
| Löschgruppenfahrzeug 10                            | LF 10               | FPN 10-1000  | Brandbekämpfung / Technische Hilfeleistung                   | 14 t         | Gruppe (0/1/8/9)                       | 1200 l                      |
| Hilfeleistungslöschgruppenfahrzeug 10              | HLF 10              | FPN 10-1000  | Brandbekämpfung / Technische Hilfeleistung                   | 14 t         | Gruppe (0/1/8/9)                       | 1000 l                      |
| Löschgruppenfahrzeug 20                            | LF 20               | FPN 10-2000  | Brandbekämpfung / Technische Hilfeleistung                   | 16 t         | Gruppe (0/1/8/9)                       | 2000 l                      |
| Hilfeleistungslöschgruppenfahrzeug 20              | HLF 20              | FPN 10-2000  | Brandbekämpfung / Technische Hilfeleistung                   | 16 t         | Gruppe (0/1/8/9)                       | 1600 l                      |
| Löschgruppenfahrzeug 20 für den Katastrophenschutz | LF 20 KatS          | FPN 10-2000  | Brandbekämpfung / Technische Hilfeleistung                   | 16 t         | Gruppe (0/1/8/9)                       | 1000 l                      |
| Tanklöschfahrzeug 2000                             | TLF 2000            | FPN 10-1000  | Brandbekämpfung                                              | 14 t         | Trupp (0/1/2/3)                        | 2000 l (1800 l)             |
| Tanklöschfahrzeug 3000                             | TLF 3000            | FPN 10-2000  | Brandbekämpfung                                              | 14 t         | Trupp (0/1/2/3)                        | 3000 l                      |
| Tanklöschfahrzeug 4000                             | TLF 4000            | FPN 10-2000  | Brandbekämpfung                                              | >16 t        | Trupp (0/1/2/3)                        | 4000 l + 500 l Schaummittel |
| Drehleiter 12/9                                    | DLK 12 (DLAK 12/9)  | –            | Rettungstechnik                                              | 13 t         | Trupp (0/1/2/3)                        | –                           |
| Drehleiter 18/12                                   | DLK 18 (DLAK 18/12) | –            | Rettungstechnik                                              | 14 t         | Trupp (0/1/2/3)                        | –                           |
| Drehleiter 23/12                                   | DLK 23 (DLAK 23/12) | –            | Rettungstechnik                                              | 16 t         | Trupp (0/1/2/3)                        | –                           |
| Teleskopgelenkmast 18/12                           | TGM 18/12           | –            | Brandbekämpfung / Technische Hilfeleistung / Rettungstechnik | 16 t         | Trupp (0/1/1/2)                        | –                           |
| Teleskopgelenkmast 23/12                           | TGM 23/12           | –            | Brandbekämpfung / Technische Hilfeleistung / Rettungstechnik | 16 t         | Trupp (0/1/1/2)                        | –                           |
| Wechselladerfahrzeug                               | WLF                 | –            | Logistik                                                     | >16 t        | Trupp (0/1/1/2)                        | –                           |
| Rüstwagen                                          | RW                  | –            | Technische Hilfeleistung                                     | 16 t         | Trupp (0/1/2/3)                        | –                           |
| Gerätewagen Gefahrgut                              | GW-G                | –            | Gefahrguteinsatz                                             | 16 t         | Trupp (0/1/1/2 oder 0/1/2/3)           | –                           |
| Gerätewagen Logistik 1                             | GW-L1               | –            | Logistik                                                     | 7,5 t (16 t) | Trupp (0/1/2/3) oder Staffel (0/1/5/6) | –                           |
| Gerätewagen Logistik 2                             | GW-L2               | –            | Logistik                                                     | 16 t         | Staffel (0/1/5/6)                      | –                           |
| Kommandowagen                                      | KdoW                | –            | Einsatzleitung                                               | 3,5 t        | (0/1/2/3)                              | –                           |
| Einsatzleitwagen 1                                 | ELW 1               | –            | Einsatzleitung                                               | 4,75 t       | (0/1/2/3)                              | –                           |
| Einsatzleitwagen 2                                 | ELW 2               | –            | Einsatzleitung                                               | 16 t (>16 t) | Trupp (0/1/2/3)                        | –                           |

Quellen: Feuerwehrfahrzeugkonzeption des Normenausschusses Feuerwehrwesen (DIN-FNFW) – Feuerwehrfahrzeug-Typenliste der gängigsten Fahrzeuge

#### Einsatzleitwagen

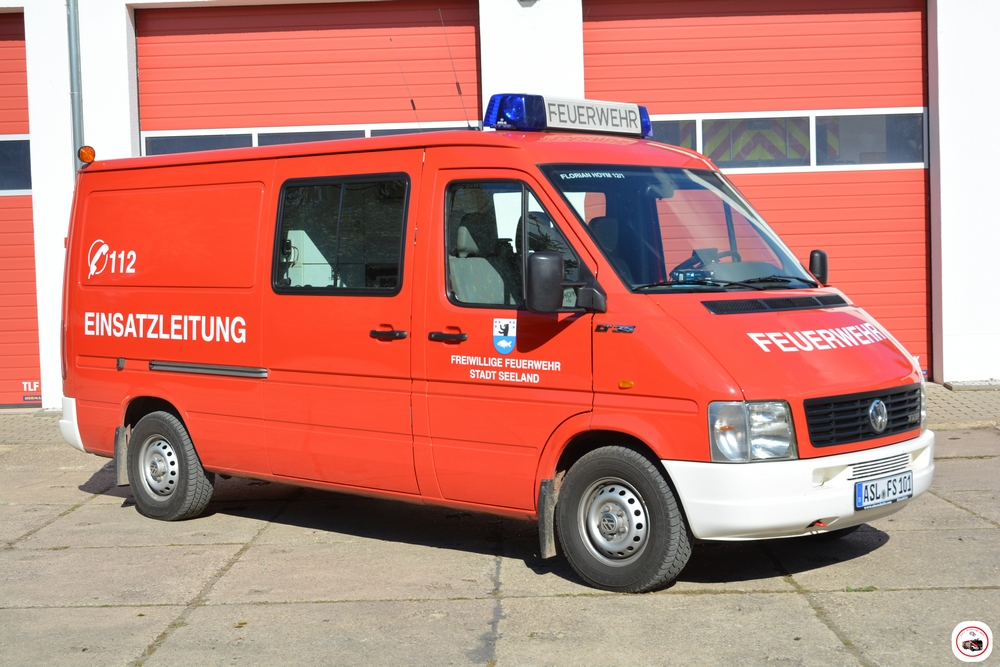
Einsatzleitwagen 1

Einsatzleitwagen (ELW) transportieren den Einsatzleiter zur Einsatzstelle und helfen ihm, die Maßnahmen zu koordinieren. Hierzu transportieren sie diverse Karten, Funkgeräte, Nachschlagewerke und andere Führungsmittel.
Gegenwärtig sind drei Einsatzleitwagen genormt: KdoW; ELW 1; ELW 2
Daneben existiert bei größeren Berufs- und Werkfeuerwehren der noch größere ELW 3 oder ein Abrollbehälter Einsatzleitung.
Bei einigen Feuerwehren finden auch noch Zugtruppkraftwagen (ZTrKW), Führungskraftwagen (FüKW) und Funktruppkraftwagen (FuTrKW) aus den Katastrophenschutzbeständen Verwendung. Diese Fahrzeuge sind aber in Deutschland nicht (mehr) genormt.

#### Löschfahrzeuge
Löschfahrzeuge führen eine feuerwehrtechnische Beladung zur Brandbekämpfung mit sich. Das sind insbesondere Pumpen, Schläuche, Strahlrohre und meist ein Wassertank, neben weiterem technischem Gerät. Ihre primäre Aufgabe ist die Brandbekämpfung.

##### Tragkraftspritzenfahrzeuge

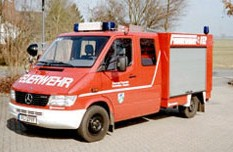
TSF

Tragkraftspritzenfahrzeuge (TSF) sind kleine Feuerwehrfahrzeuge mit einer feuerwehrtechnischen Beladung zur Brandbekämpfung. Sie sind mit einer Staffelbesatzung und einer zulässigen Gesamtmasse von maximal 4,75 t (4,5 t ohne Atemschutzgeräte) leichte Einsatzfahrzeuge, welche besonders für Freiwillige Feuerwehren mit kleinerem Aufgabengebiet verwendet werden. Sie verfügen über keine fest eingebaute Pumpe, sondern transportieren eine PFPN 10 / 1000, welche auf einem Schlitten im Fahrzeugheck verlastet ist. Das TSF hat zwar nur eine Staffelbesatzung, aber Material für eine komplette Löschgruppe an Bord.
Gegenwärtig sind drei Tragkraftspritzenfahrzeuge genormt: TSF; TSF-W; TSF-L
Nicht selten sieht man aber auch TSA, welche an andere Fahrzeuge angehängt und zur Einsatzstelle gezogen werden. Sie verfügen über eine ähnliche feuerwehrtechnische Ausrüstung wie das TSF, sind aber nicht mehr genormt.
Auch zur Gruppe der Tragkraftspritzenfahrzeuge gehören die Gerätewagen Tragkraftspritze GW-TS (RP). Dabei handelt es sich um ein Fahrzeug nach DIN 14502 Teil 1. Das für einen Trupp ausgelegte Fahrzeug mit einer maximalen Masse von 2.700 kg, ist zur Aufnahme einer Tragkraftspritze PFPN 10 ausgelegt und ist eine Alternative zum Tragkraftspritzenanhänger.

##### Kleinlöschfahrzeug

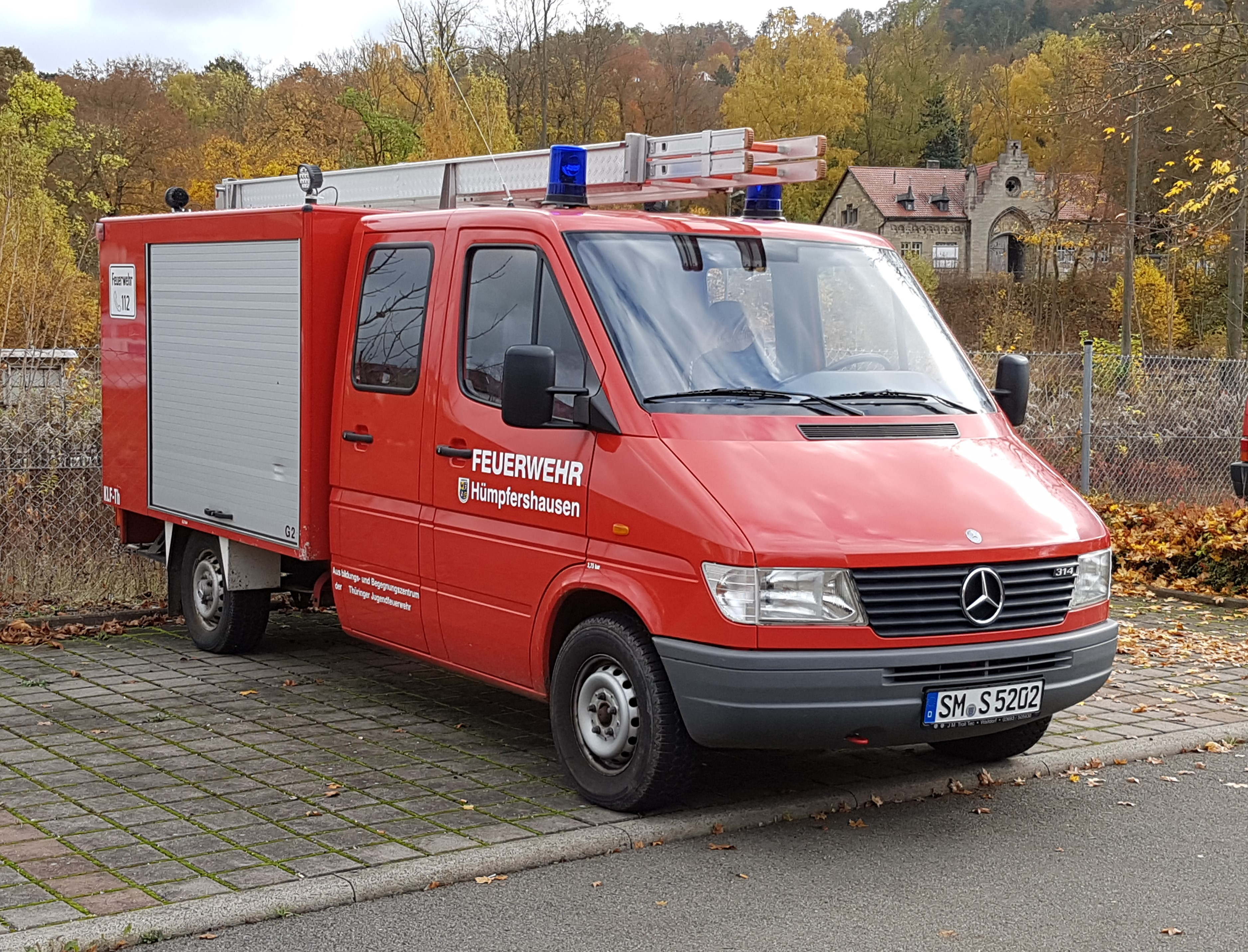
Kleinlöschfahrzeug „Typ Thüringen“

Kleinlöschfahrzeuge (KLF) leiten Erstmaßnahmen der Brandbekämpfung ein oder bekämpfen Entstehungsbrände. Das Kleinlöschfahrzeug KLF ist ein Löschfahrzeug mit mindestens einer Tragkraftspritze PFPN 10-1000 nach DIN EN 14466, einer Einrichtung zur schnellen Wasserabgabe, einem Löschwasserbehälter mit einer nutzbaren Wassermenge von mindestens 500 l und einer feuerwehrtechnischen Beladung für eine Gruppe (0/1/8/9). Die Besatzung besteht aus einer Staffel (0/1/5/6). Das Fahrzeug dient überwiegend zur Brandbekämpfung und bildet mit der zur Gruppe ergänzten Besatzung eine selbstständige Taktische Einheit. Die maximal zulässige Länge beträgt 6 000 mm, die maximal zulässige Breite beträgt 2 300 mm und die maximal zulässige Höhe beträgt 2 600 mm. Die zulässige Gesamtmasse des KLF ist auf 4 750 kg begrenzt. Für das Fahrzeug wird ein handelsüblicher Kastenwagen oder ein handelsübliches Fahrgestell mit Doppelkabine verwendet und als Antriebsart ist vorrangig Straßenantrieb (Str) zu wählen. Die Höchstgeschwindigkeit des KLF beträgt aus Fahrsicherheitsgründen 100 km/h. Die Überarbeitung von DIN 14530-24:2004-11 war notwendig geworden, um den technischen Inhalt den veränderten Gegebenheiten bei den Fahrerlaubnissen anzupassen. Hierzu wurden folgende Änderungen vorgenommen: a) Begriff Kleinlöschfahrzeug KLF überarbeitet; b) zulässige Gesamtmasse auf 4 750 kg erhöht; c) Höchstgeschwindigkeit auf 100 km/h begrenzt; d) Inhalt des Löschwasserbehälters auf mindestens 500 l erhöht; e) Tragkraftspritze geändert, dabei PFPN 10-1000 aufgenommen und die Anforderungen erweitert; f) bei der Einrichtung zur schnellen Wasserabgabe das Mehrzweckstrahlrohr durch das Hohlstrahlrohr ersetzt.
Die DIN 14530-24 wurde im September 2012 angepasst. Das Fahrzeug ist durch die neue Einstufung auch für den Innenangriff geeignet, es muss aber eine feste permanente Wasserversorgung aufgebaut werden.
Neben dem genormten KLF existieren zahlreiche Eigenbauten von Feuerwehren, die denselben Namen tragen.

##### Mittleres Löschfahrzeug
Mittlere Löschfahrzeuge (MLF), nach alter DIN-Norm „Staffellöschfahrzeug“ (StLF) genannt, sind recht junge nach DIN 14530-25 genormte Fahrzeuge, die zwischen LF 10 und TSF-W einzuordnen sind. Sie schließen damit die Lücke für kleinere und mittlere Feuerwehren mit dem Bedarf an einem kleinen genormten Universalfahrzeug. Das Fahrzeug wird mit einer Staffel besetzt und hat max. 9 t Gesamtgewicht. Es hat mindestens einen nutzbaren Wasservorrat von 600 Litern, eine umfangreiche Löschausrüstung und in geringem Maß Gerät für technische Hilfe. Es wird wohl meist als Straßenfahrzeug ohne Allrad ausgelegt, um die 9 t Gesamtgewicht zu halten.

##### Löschgruppenfahrzeuge

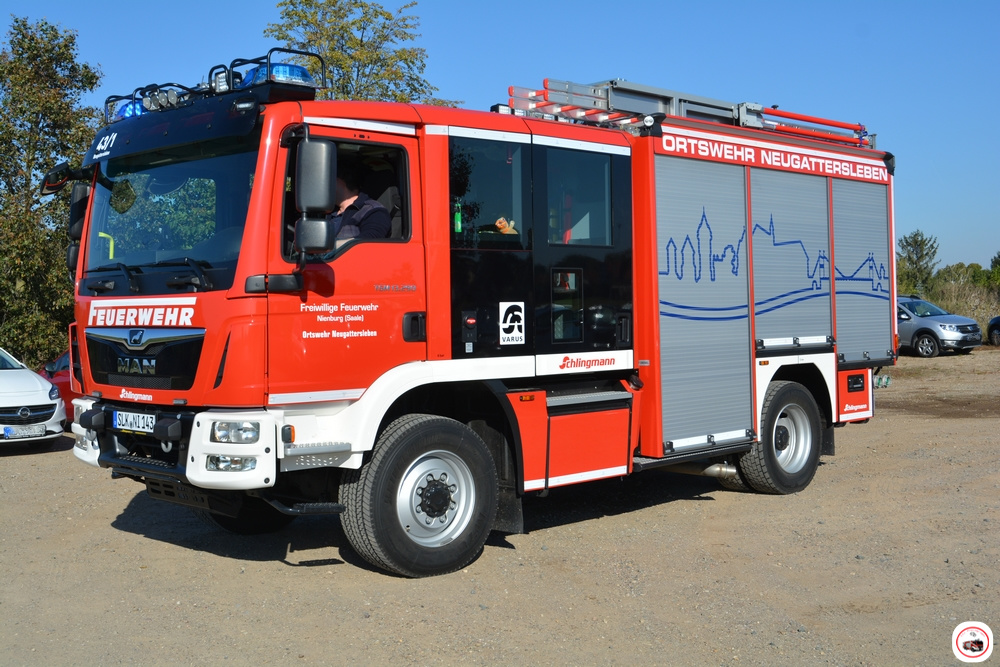
Löschgruppenfahrzeug 10

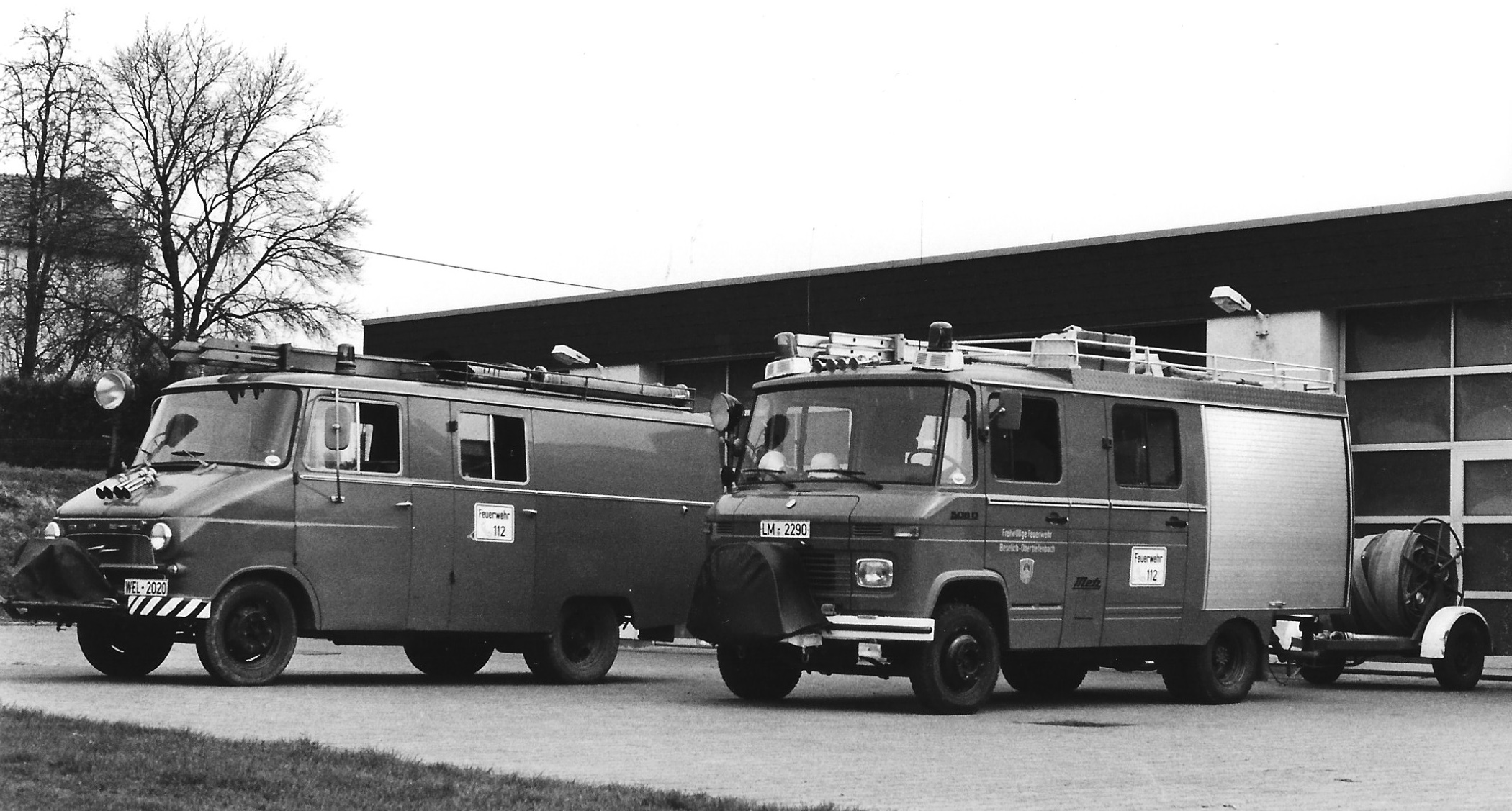
Löschgruppenfahrzeuge LF 8 (Bachert/Opel Blitz 1964 und Metz/Mercedes-Benz 1980)

Löschgruppenfahrzeuge (LF) bilden die Stütze eines jeden Brandbekämpfungseinsatzes. Sie transportieren einen Großteil der feuerwehrtechnischen Beladung, mit einer Gruppenbesatzung einen erheblichen Teil der Mannschaft und eine oder zwei Feuerlöschkreiselpumpen. Dank des eingebauten Tanks und ihrer Schnellangriffseinrichtung kann auch ohne Löschwasserversorgung ein erster Löschangriff durchgeführt werden.
Gegenwärtig sind drei Löschgruppenfahrzeuge genormt: LF 10 und LF 20 sowie das Löschgruppenfahrzeug 20 für den Katastrophenschutz.
Eine Ausnahme bildet das Land Niedersachsen, wo Fahrzeuge für besondere Anforderungen mit sogenannten Technischen Weisungen genehmigt werden. Beispielsweise ist das LF 8 gemäß Technischer Weisung 14 ein LF 10 ohne Wassertank, wodurch eine Gewichtsreserve entsteht, die für eine erweiterte Beladung z. B. im Bereich der Technischen Hilfeleistung genutzt werden kann.
Weit verbreitet sind die Löschgruppenfahrzeuge nach alter (Vor-)Norm: LF 8, LF 8/6, LF 10/6; LF 16, LF 16/12, LF 20/16; LF 24. Daneben existiert noch ein LF 16-TS mit Tragkraftspritze, welches primär für den Katastrophenschutz beschafft wurde. Zu seiner Beladung gehören u. a. 600 m B-Schläuche. Normnachfolger ist das obige LF 20 KatS. Bei der früheren Benennung der Löschfahrzeuge stehen LF für Löschgruppenfahrzeug und die Zahl vor dem Schrägstrich für die Leistung der Feuerlöschkreiselpumpe (20 für eine Nennförderleistung von mindestens 2000 Litern pro Minute bei einem Nennförderdruck von 10 bar), die Zahl danach für das Wassertankvolumen in hundert Litern.
Einen nicht DIN-genormten Sonderweg stellt das Hamburger Löschfahrzeug dar, welches HLF abgekürzt wird, aber nicht mit dem Hilfeleistungslöschgruppenfahrzeug zu verwechseln ist.

##### Hilfeleistungslöschgruppenfahrzeuge
Hilfeleistungslöschgruppenfahrzeuge (HLF) sind eher bei großen Feuerwehren zu finden und zeichnen sich dadurch aus, dass die Beladung zur Brandbekämpfung um Geräte zur technischen Hilfeleistung ergänzt ist.
Gegenwärtig sind nur das HLF 10 (früher HLF 10/6) und das HLF 20 (früher HLF 20/16) genormt.
Das Hilfeleistungs-Löschgruppenfahrzeug orientiert sich an den Hilfeleistungslöschfahrzeugen, welche in Hessen genormt waren, jedoch auch durch die neue Norm ersetzt werden.
Außerdem existieren in Deutschland bundesweit 14 Exemplare des HLF 24/14-S, welches von der Bahn für lange Altbautunnel beschafft wurde; dieses ist jedoch nicht genormt.

##### Tanklöschfahrzeuge

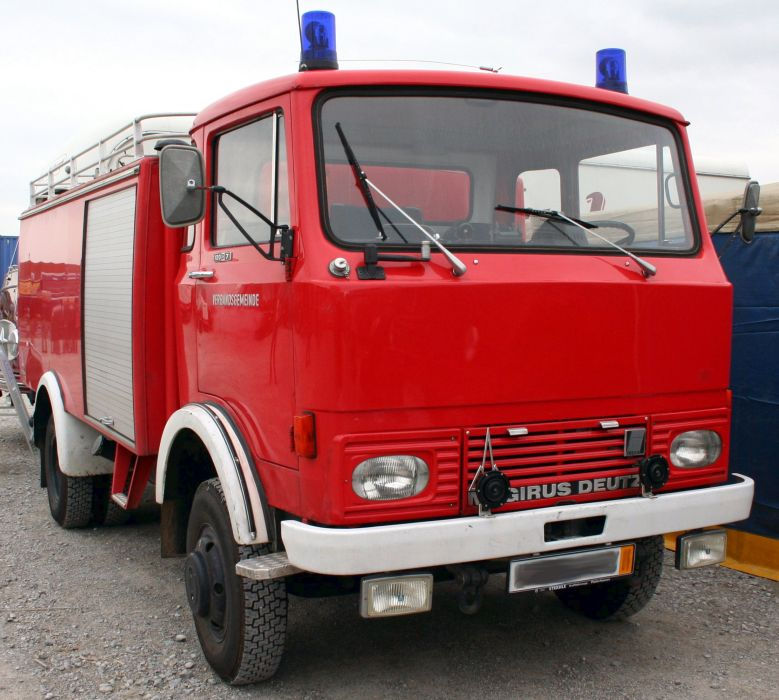
TLF 8/18 auf Magirus-Deutz

Tanklöschfahrzeuge (TLF) dienen in erster Linie der Durchführung eines Schnellangriffs mit verschiedenen Löschmitteln sowie der längerfristigen Versorgung der Einsatzstelle mit Löschwasser, nötigenfalls auch im Pendelverkehr. Dies ist gerade bei Waldbränden oft notwendig.
TLF transportieren einen Teil der feuerwehrtechnischen Ausrüstung. Die neuen Fahrzeugtypen werden mit einem Trupp 0/1/2/3 besetzt, ältere Normen sahen auch Tanklöschfahrzeuge mit Staffelbesatzung 0/1/5/6 vor. Somit können sie unter Umständen auch allein zu kleinen Schadensereignissen, z. B. brennende Mülltonnen, ausrücken.
Gegenwärtig sind 3 Tanklöschfahrzeuge genormt: TLF 2000, TLF 3000, TLF 4000
Früher waren das TLF 24/50, das TLF 16/24-Tr, das TLF 20/40 und das TLF 20/40-SL genormt.
Weit verbreitet sind die Tanklöschfahrzeuge nach alten Normen auch: TLF 8/8, TLF 8/18 und TLF 16/25.

Daneben existieren noch die Großtanklöschfahrzeuge (GTLF). In Brandenburg wurde zudem das TLF 16/45 speziell zur Waldbrandbekämpfung konzipiert. Das niedersächsische Fahrzeug zur Waldbrandbekämpfung war das TLF 8 W.

#### Hubrettungsfahrzeuge
Hubrettungsfahrzeuge dienen der Rettung von Personen aus exponierten Lagen oder als Angriffsweg in exponierte Lagen, aber auch als Lichtmasten oder Wasserwerfer. Ihre feuerwehrtechnische Beladung ist vergleichsweise gering, stattdessen verfügen sie über einen Teleskoparm oder Leiterpark.

##### Drehleitern
Alte Abkürzung: Drehleitern (DL/DLK) sind die bekanntesten und verbreitetsten Hubrettungsfahrzeuge. Mit ihnen können höhere Stockwerke angeleitert werden. Die Abkürzung DL steht für „Drehleiter“. Das Kürzel DLK steht weiterhin für „Drehleiter mit Rettungskorb“.
Neue Abkürzung: DLA(K) oder DLS(K) entspricht Drehleiter Automatik (mit Korb) oder Drehleiter Sequentiell bzw. Halbautomatik.
Die Drehleitern DLA können mehrere Hub-Bewegungen gleichzeitig ausführen, die Drehleitern DLS nur eine. Da die DLS somit ihre Rüstzeit nicht einhalten kann, werden in Deutschland nur Drehleitern DLA angeschafft.
Die Normen für die Nennrettungshöhe und Nennausladung bleiben bestehen.
Gegenwärtig sind 3 Drehleitern als Hubrettungsfahrzeuge genormt:
DLA/DLS (K) 12-9,
DLA/DLS (K) 18-12,
DLA/DLS (K) 23-12;
die DL 16-4 mit Handantrieb ist kein Hubrettungsfahrzeug, aber weiterhin genormt.
Daneben existieren weitere Drehleitertypen, die der DLK 23-12 entsprechen, jedoch einen längeren Leiterpark besitzen und deshalb nicht genormt sind: DLK 37; DLK 44; DLK 53.

##### Anhängeleitern
Anhängeleitern (AL) sind Feuerwehranhänger, die einen Leiterpark transportieren. Sie werden vor allem von kleineren Feuerwehren verwendet, die kein Hubrettungsfahrzeug finanzieren, aber auch keines aus dem Umkreis im Bedarfsfall rekrutieren können. Gegenwärtig ist keine AL genormt.

##### Teleskopmasten
Teleskopmasten (TM) sind moderne Hubrettungsfahrzeuge, welche gegenüber den Drehleitern stabiler sind und zudem noch exponiertere Lagen (z. B. Fenster auf der gegenüberliegenden Hauswand) erreichen können. Drehleitern haben in der Regel ein Gewicht von 14 bis 15 t, während Teleskopmasten normalerweise ein Gewicht von 18 t haben (Abgespeckte Versionen mit etwas geringerer Reichweite haben 16 t). In Deutschland müssen Feuerwehraufstellflächen (Aufstellflächen für Drehleitern) allerdings nur 16 t tragen können.

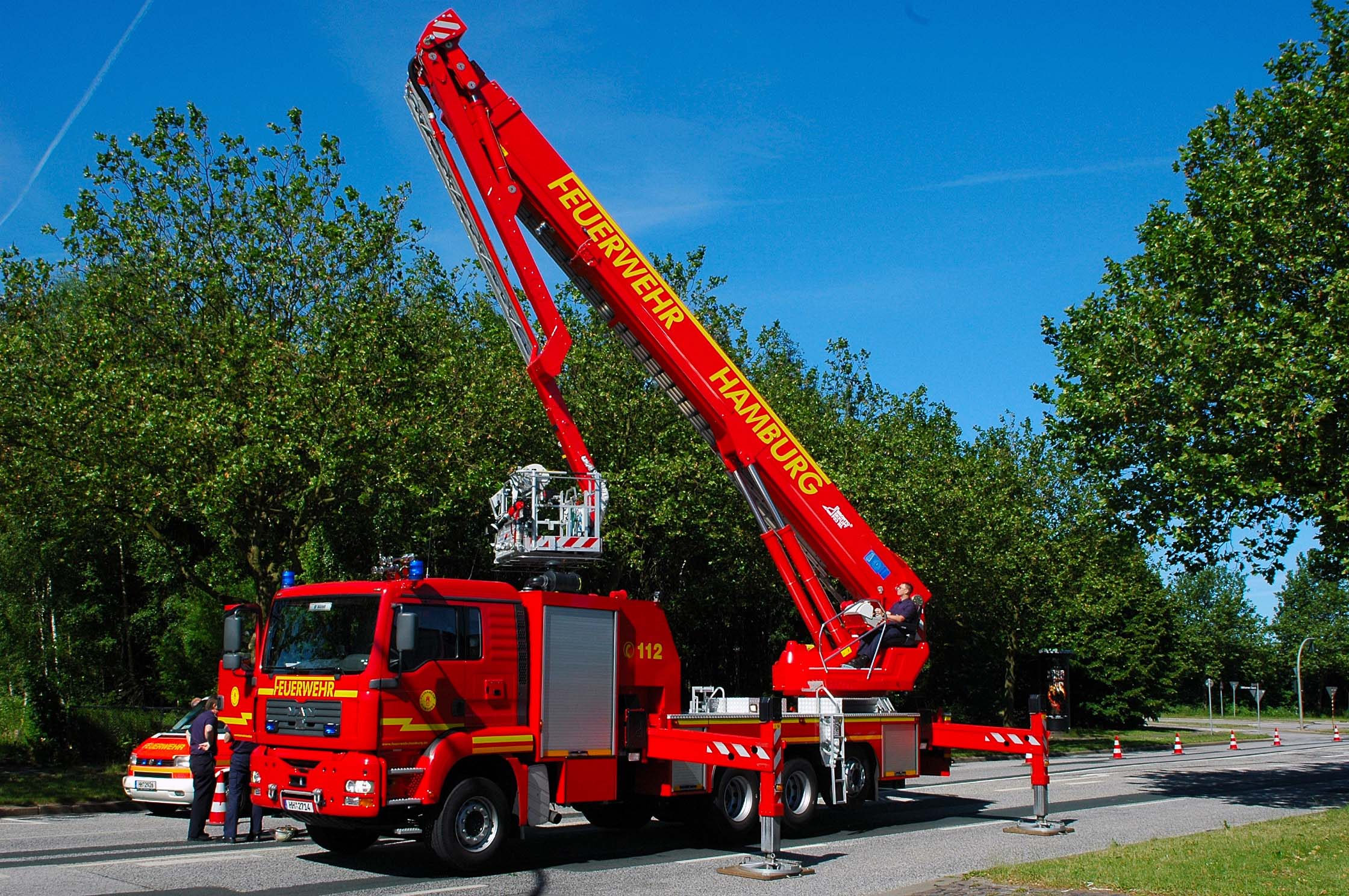
TMF 53

Ein wichtiges Unterscheidungskriterium von Teleskopmasten ist, ob sie über eine parallel zum Mast angebrachte Leiter verfügen. Fahrzeuge mit einer solchen Leiter können die klassische Drehleiter prinzipiell ersetzen.
Allerdings benötigen Teleskopmasten eine deutlich längere Rüstzeit (Aufstellzeit) als Drehleitern. Insofern sind Drehleitern in der Regel das schnellere und damit geeignetere Rettungsgerät.
Größere Teleskopmastfahrzeuge verfügen meist nicht über eine solche Leiter und werden in Spezialfällen und nur zusätzlich zu Drehleitern eingesetzt. Beispiele sind das TMF der Feuerwehr Hamburg mit einer Höhe von bis zu 53 Metern und einem Gewicht von 35 t, das TMF der Feuerwehr Dortmund mit einer Höhe von bis zu 55 m oder der TM 50 der Berliner Feuerwehr mit einer Arbeitshöhe von 50 m.

#### Rüst- und Gerätewagen
Rüst- und Gerätewagen führen spezielles Material und Gerät für die technische Hilfeleistung mit (z. B. für Verkehrs- und Gefahrstoffunfälle). Sie haben meist nur eine kleine Besatzung.

##### Rüstwagen
Rüstwagen (RW) sind Feuerwehrfahrzeuge zur technischen Hilfeleistung größeren Umfangs. Sie besitzen Allradantrieb, eine Seilwinde, einen Generator und eine Vielzahl von Geräten. Mit ihrer Beladung liefern sie die Ausrüstung für den Rüstzug.
Gegenwärtig gibt es eine Norm für nur noch einen Rüstwagen.
Der Rüstzug besteht meistens aus Einsatzleitwagen, Hilfeleistungslöschfahrzeug, Rüstwagen und weiteren Fahrzeugen (zum Beispiel, sofern vorhanden, einem Feuerwehrkran).
Natürlich sind noch viele ältere Rüstwagen in drei alten Größeneinheiten vorhanden (Normänderung war 2002): RW 1; RW 2; RW 3 (RW 3 schon länger aus der Norm).

##### Gerätewagen

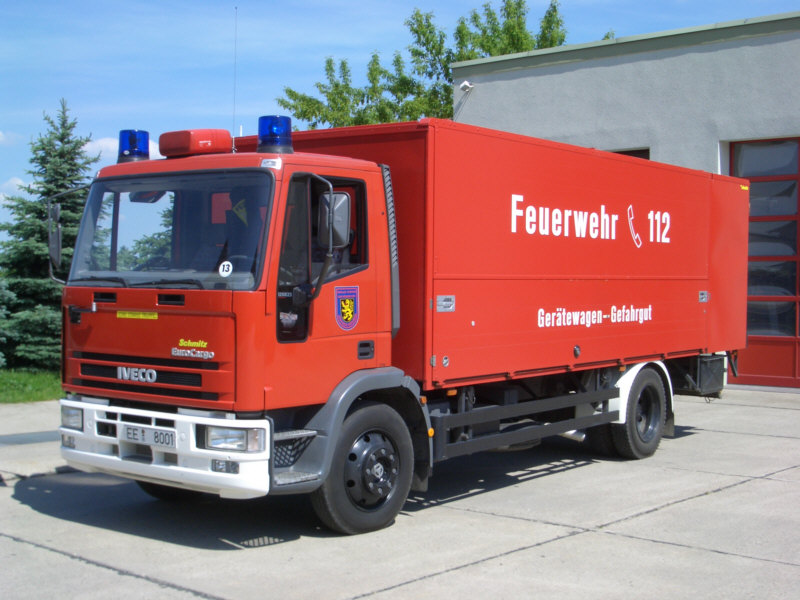
GW-G

Gerätewagen (GW) sind Feuerwehrfahrzeuge zur technischen Hilfeleistung. Sie können einen Allradantrieb besitzen und führen meist eine hochspezialisierte Ausrüstung mit sich. Anhand dieser Ausrüstung lassen sie sich verschiedenen Zwecken zuordnen.
Gegenwärtig sind drei Gerätewagen DIN-genormt: Gerätewägen Logistik GW-L1 und GW-L2 sowie der Gerätewagen Gefahrgut (GW-G).
Nicht mehr genormt, aber immer noch verbreitet sind der GW-G1, GW-G2, GW-G3; GW-Öl und der SW 2000-Tr.
Daneben existieren zahlreiche weitere, nicht genormte Gerätewagen.

##### Feuerwehrkran
Ebenfalls nicht genormt sind Feuerwehrkräne (FwK), die insbesondere zum Anheben schwerer Lasten und zur Unterstützung bei schweren Technischen Hilfeleistungen gedacht sind.

#### Wechselladerfahrzeuge/Abrollbehälter
Wechselladerfahrzeuge (WLF) sind spezielle Fahrzeuge zum Transport von Abrollbehältern (AB) mit einer spezifischen feuerwehrtechnischen Beladung. Sie haben eine Truppbesatzung und bilden mit der Beladung des jeweiligen Containers meist eine selbstständige Taktische Einheit. Da dieses Prinzip sehr wirtschaftlich ist, wird es von immer mehr Feuerwehren bevorzugt.
Recht verbreitete Abrollbehälter sind: AB Einsatzleitung, AB Pumpen, AB Mulde, AB Atemschutz, AB Gefahrgut, AB Sonderlöschmittel, AB Rüstmaterial.
Wechselladerfahrzeuge können auch mit einem Kran ausgestattet sein, siehe Wechselladerfahrzeug mit Kran.

#### Rettungsdienstfahrzeuge
Rettungsmittel dienen der Notfallrettung und dem Krankentransport, je nach örtlicher Gesetzgebung auch unter der Betreiberschaft anderer Organisationen als der Feuerwehr.
Genormt sind der Krankentransportwagen, Rettungswagen, Notarztwagen (alle in der DIN EN 1789) und das Notarzteinsatzfahrzeug (DIN 75079).
Weitere bodengebundene Rettungsdienstfahrzeuge sind beispielsweise Intensivtransportwagen, Großraumrettungswagen, Verlegungsarzteinsatzfahrzeuge und in Essen das Löschrettungsfahrzeug.

#### Sonstige Fahrzeuge
Neben den oben genannten Fahrzeugen existieren noch zahlreiche weitere Einsatzfahrzeuge der Feuerwehr, welche gegenwärtig nicht bundesweit genormt sind z. B. Mannschaftstransportfahrzeuge, Mehrzweckfahrzeuge und Feuerwehrkrane.

### Nicht genormte Feuerwehrfahrzeuge

#### Gründe für nicht genormte Fahrzeuge
Nicht genormte Fahrzeuge sind bei einer Vielzahl von Feuerwehren anzutreffen. Über Für und Wider der Normfahrzeuge gibt es lange Diskussionen. Aus Sicht der Befürworter von Individuallösungen bieten nur diese die Möglichkeit, alle sogenannten örtlichen Gegebenheiten zu berücksichtigen. Im Gegensatz dazu argumentieren Kritiker der Individuallösungen, dass diese mehr Probleme schaffen als lösen und es so viele verschiedene örtliche Gegebenheiten nicht gibt. Unbestritten ist das Problem der taktischen Führbarkeit von Individualfahrzeugen bei größeren Schadenslagen.
Sehr häufig findet man nicht genormte Fahrzeuge bei Werkfeuerwehren. Diese benötigen oft besonders ausgestattete Fahrzeuge mit einem sehr speziellen und eingeschränkten Einsatzbereich. Dies können Individuallösungen oft besser als genormte Fahrzeuge, weshalb oft teure Sonderanfertigungen beschafft werden, welche diesen Ansprüchen gerecht werden. Ähnliches gilt für Flugplatzfeuerwehren nach ICAO.
Eine Förderung mit Geldern aus Mitteln des entsprechenden Bundeslandes erfolgt hier nicht.
z.B. HLF 10/16 (1000l Volumen Tankinhalt und einer Pumpe mit einer Förderleistung 1600 l / min. bei 10 bar)

#### Vorauseinsatzfahrzeuge
Vorauseinsatzfahrzeuge haben oft eine kleinere Beladung. Sie können sehr unterschiedlich konzipiert sein und führen im Einsatz meist Erstmaßnahmen durch, bis die schweren Einsatzfahrzeuge eintreffen. Es gibt keine einheitliche Normengrundlage für diese Fahrzeugtypen.
Recht verbreitet sind Vorausrüstwagen, Vorausgerätewagen und Vorauslöschfahrzeug.

#### Kleineinsatzfahrzeuge
Kleineinsatzfahrzeuge (KEF), örtlich auch als Kleinalarmfahrzeug (KlAF) bezeichnet, sind Gerätewagen zur Bewältigung kleiner Einsatzmaßnahmen. Besatzung und Ausrüstung können sich grundlegend unterscheiden. Aufgrund des Einsatzspektrums ist dieser Fahrzeugtyp sehr häufig bei urbanen Berufsfeuerwehren im Einsatz.

#### Sonderlöschfahrzeuge

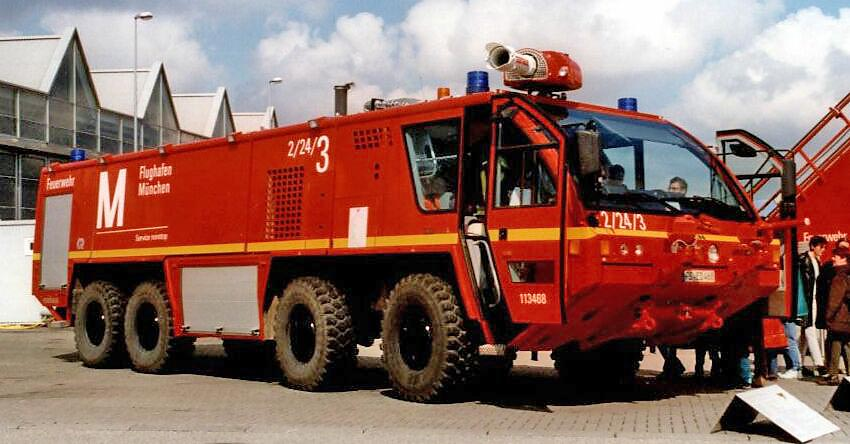
Flugfeldlöschfahrzeug Rosenbauer Panther

Sonderlöschfahrzeuge (SLF) sind Feuerwehrfahrzeuge zur speziellen Brandbekämpfung. Sie sind meist nur bei hochspezialisierten Werkfeuerwehren oder sehr großen Feuerwehren anzutreffen und unterscheiden sich grundlegend von herkömmlichen Feuerwehrfahrzeugen mit ihren spezifischen Eigenschaften. Zu diesen Fahrzeugen zählen z. B. Flugfeldlöschfahrzeuge (FLF), Löschpanzer, Schaumlöschfahrzeuge und Aerosollöschfahrzeuge (auch als „Turbolöscher“ bezeichnet).

##### Trocken(-tank-)löschfahrzeuge
Trockenlöschfahrzeuge (TroLF) und Trockentanklöschfahrzeuge (TroTLF) sind spezielle Sonderlöschfahrzeuge, die Brände bekämpfen, welche nicht mit etablierten anderen Löschmitteln gelöscht werden können. Hierzu verfügen sie neben einer herkömmlichen Ausrüstung über eine Pulverlöschanlage und einen großen Löschpulver-Behälter. Da diese Fahrzeuge in ihrer Beschaffung sehr teuer sind und eher selten zum Einsatz kommen, sind sie auch nur bei größeren Berufs- oder Werkfeuerwehren anzutreffen. Daneben existieren diverse andere Pulverlöschfahrzeuge oder Trockenlöschfahrzeuge, welche meist von ihrem Besitzer selbst entwickelt und gebaut wurden.

Feuerwehrfahrzeuge mit Pulverlöschanlage als Erstangriffsfahrzeuge waren im Jahr 1971 mit dem TroTLF 16 in die DIN-Normung eingeführt worden, weil man seinerzeit verbreitet der Auffassung war, im Einsatzdienst oftmals mit Löschpulver effizienter und wirksamer arbeiten zu können als mit Wasser und Löschschaum. In der Praxis stellte sich vielerorts jedoch heraus, dass die Pulverlöschanlage weit weniger oft zum Einsatz kam als im Vorfeld vermutet.

Die Normung von Löschfahrzeugen mit Pulverlöschanlage wurde in Deutschland 1991 aufgegeben (Rückzug der Norm TroLF 750: 11/1988; Rückzug der Norm TroTLF 16: 10/1991). Heutzutage werden mancherorts Löschpulvervorräte auf Abrollbehältern vorgehalten, was sich kostengünstiger darstellt.

#### Sonstige Fahrzeuge
Neben den oben genannten Fahrzeugen betreibt die Feuerwehr manchmal noch weitere Fahrzeuge, welche sich diesen Gruppen nicht zuordnen lassen; hierzu zählen der Feldkochherd und das Krad.

### Fahrzeuge des Katastrophenschutzes

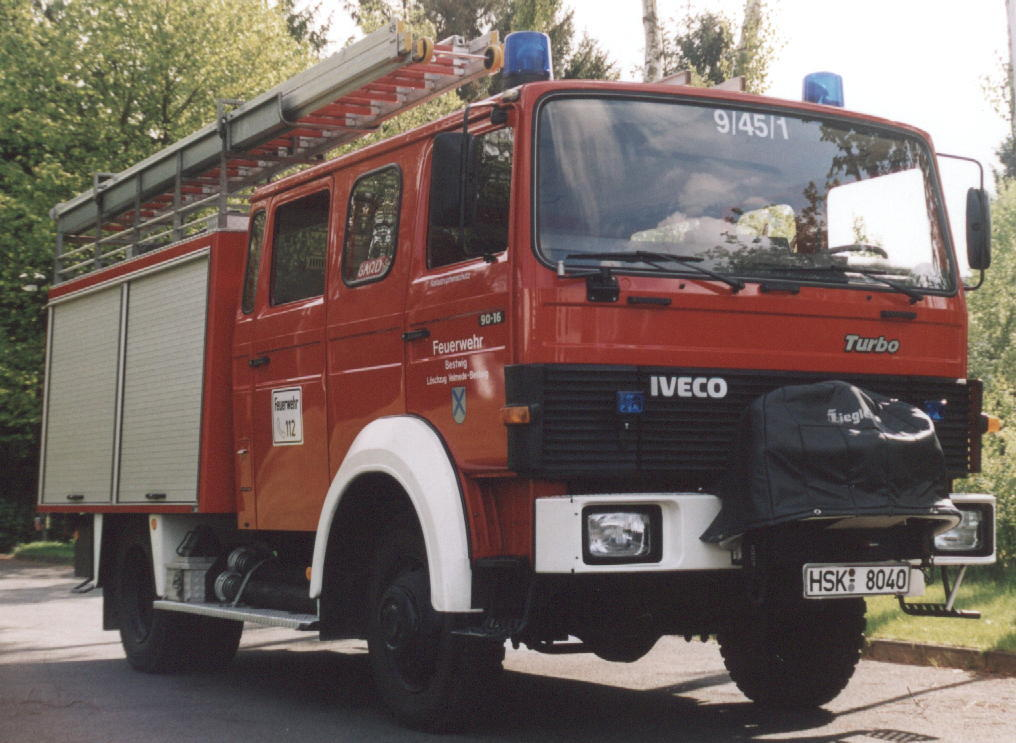
LF 16-TS (KatS)

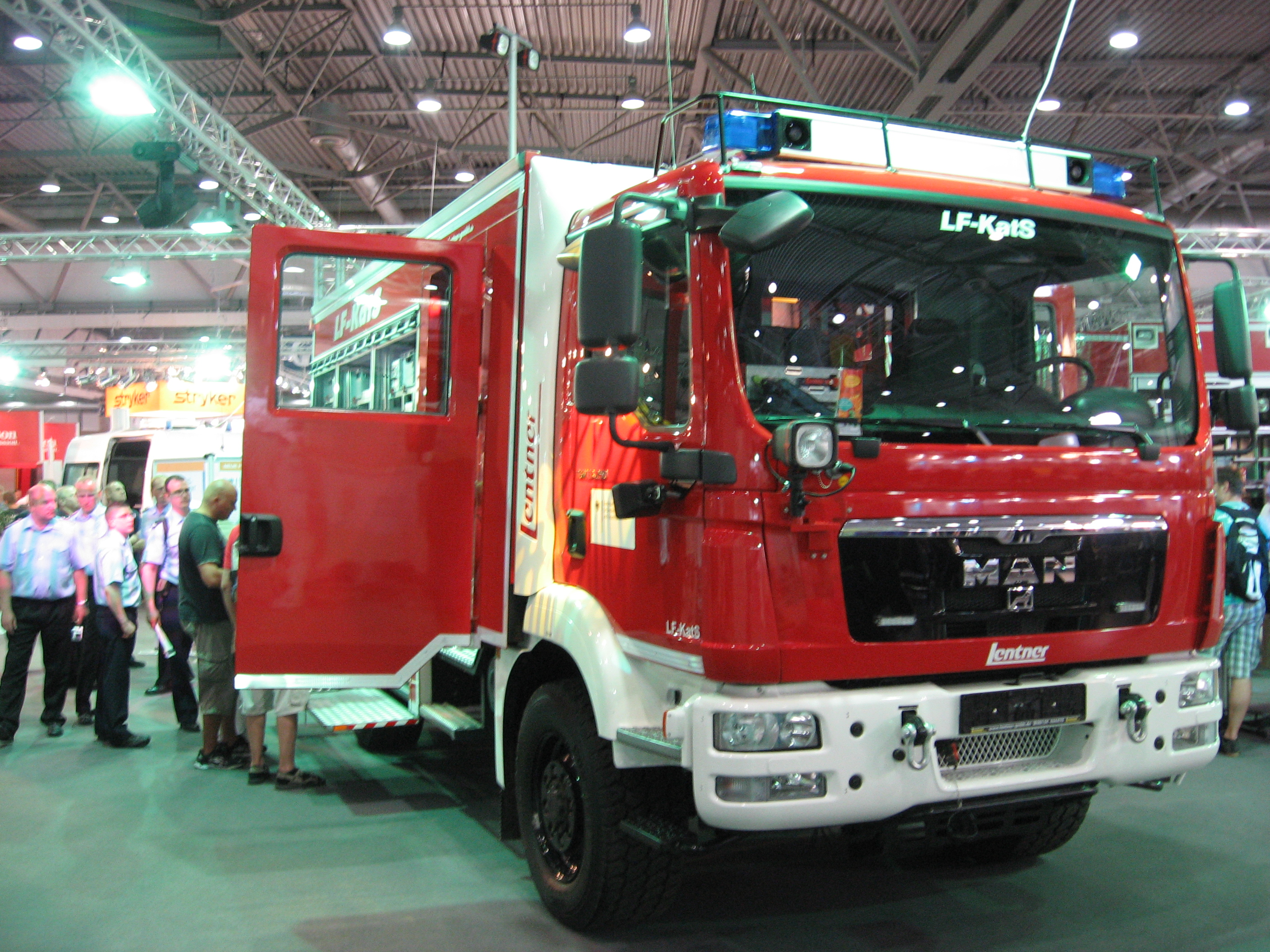
Das neue LF 20 KatS (auf der Interschutz vorgestellt)

Eine eigene Kategorie bilden die Fahrzeuge des Katastrophenschutzes (KatS). Sie sind größtenteils nicht nach DIN genormt, sondern werden vom Bundesamt für Bevölkerungsschutz und Katastrophenhilfe in einem Beschaffungsantrag beschrieben, zentral beschafft und an Hilfsorganisationen im gesamten Bundesgebiet ausgeliefert. Dabei bleiben die Fahrzeuge jedoch im Eigentum des Bundes. Die Beschaffungsanträge sind in der Regel konkreter als Fahrzeugnormen, da in ihnen bestimmte Fahrgestelle und Aufbauten, Motoren und Beladung festgeschrieben sind.
Die Feuerwehren sind im Katastrophenschutz für Brandschutz und ABC-Abwehr zuständig.
Während in den 1950er und 1960er Jahren komplette Fachzüge zur Brandbekämpfung und Wasserversorgung vom KatS zur Verfügung gestellt wurden, werden heute fast nur noch Spezialfahrzeuge beschafft, deren Anschaffung für einzelne Gemeinden kaum rentabel wäre. Sie sind für den gemeinsamen Einsatz bei Großschadenslagen konzipiert, stehen der jeweiligen Feuerwehr aber auch für normale Einsätze zur Verfügung.
Zum Aufgabenbereich Brandschutz des KatS gehören heute noch das LF 16-TS und der SW 2000-Tr.
2009 erhielt die Firma Lentner vom Bundesamt für Bevölkerungsschutz und Katastrophenhilfe (BBK) den Auftrag über den Bau von 70 neuen Löschgruppenfahrzeugen 20 KatS (mit der Option auf 120 weitere) sowie die Firma car + camper kiel GmbH den Auftrag über 70 Fahrzeuge des Typs Schlauchwagen KatS (mit der Option auf 95 weitere). Insgesamt plant das BBK 961 Löschgruppenfahrzeuge und 450 Schlauchwagen zu beschaffen.
Zum Aufgabenbereich ABC-Schutz gehören der ABC-ErkKW, der Dekon-Lkw P sowie das DMF, das als Platzhalter für den geplanten Dekon-Lkw G dient.
Im KatS nicht mehr benötigte Fahrzeuge werden häufig von den Gemeinden, bei denen sie stationiert waren, aufgekauft und weiterverwendet oder umgebaut. So sind heute noch einige RW 1 sowie FuKW, FüKW und FeKW aus den 1970er und 1980er Jahren im Einsatz.
Neben diesen Feuerwehrfahrzeugen gehören zum Katastrophenschutz auch Sanitätsdienst-, Betreuungsdienst- und Verpflegungsdienstfahrzeuge, die bei verschiedenen Organisationen eingesetzt werden.

### Schienenfahrzeuge

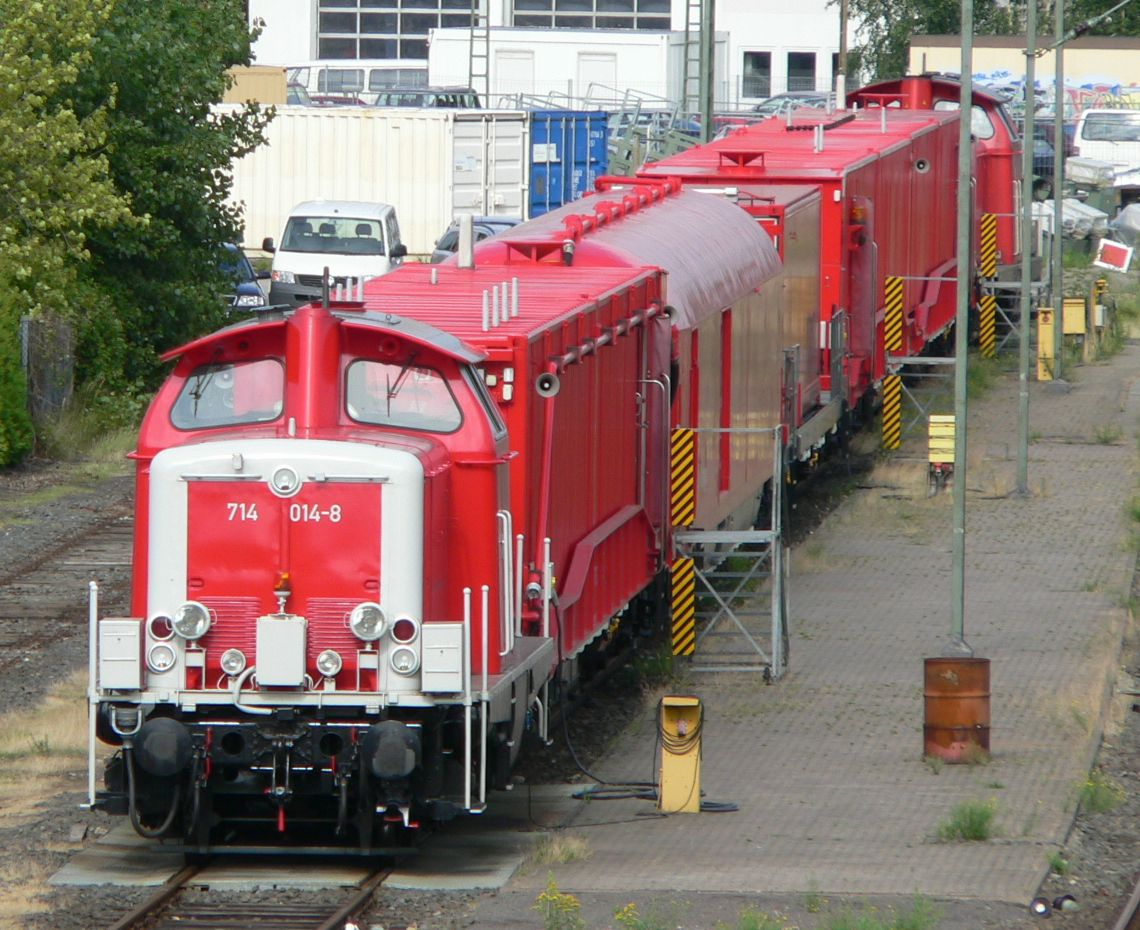
Rettungszug der Deutschen Bahn AG

Schienengebundene Rettungsmittel, in der Regel ein aus einer oder mehreren Lokomotiven sowie speziellen Waggons bestehender Zug, können bei Unfällen an oder auf Bahnstrecken eingesetzt werden. Sie sind keine Feuerwehrfahrzeuge im engeren Sinn.
Diese Züge, meist als Rettungszug, Lösch- und Rettungszug oder Tunnelhilfszug bezeichnet, sind an zentralen Standorten positioniert und werden im Bedarfsfall von Lokführern, Rettungsdienst und Feuerwehr besetzt. Sie dienen als Unterstützung der immer anrückenden örtlichen Rettungskräfte.
Daneben gibt es Feuerwehrfahrzeuge wie das Hilfeleistungslöschfahrzeug 24/14-S, die mittels eines Schienenradsatzes Bahnschienen befahren können und vor allem für Einsätze in Tunneln gedacht sind.

### Feuerwehranhänger
Feuerwehranhänger (FwA) dienen dem Transport von Geräten zur Einsatzstelle. Sie finden besonders in Feuerwehren Verwendung, deren Kommunen die Fahrzeuge, auf welchen diese Geräte normalerweise verlastet wären, nicht finanzieren können. Einzige (noch) genormte Anhänger sind der Anhänger mit Schaum-Wasserwerfer (FwA-SWW) und der Bootsanhänger (für Mehrzweckboot (MZB), Rettungsboot (RTB1 und RTB2) usw.; DIN 14962).
Relativ weit verbreitet sind zudem Mehrzweckanhänger (MZA), Tragkraftspritzenanhänger (TSA), Pulverlöschanhänger, Ölwehranhänger (Ölschadensanhänger ÖSA), Verkehrssicherungsanhänger (VSA), Schlauchtransportanhänger (STA), Lichtmastanhänger (FwA-Lima) und Anhängeleitern (AL; siehe auch Abschnitt „Anhängeleitern“ in diesem Artikel).

### Feuerwehrboote
Folgende Bootstypen finden bei Feuerwehren Verwendung: Mehrzweckboote (MZB) und deren Sonderformen, Feuerlöschboote (FLB) sowie Rettungsboote (RTB1 und RTB2). Die MZBs und RTBs sind nach DIN 14961 genormt.

## Bildung von Zügen

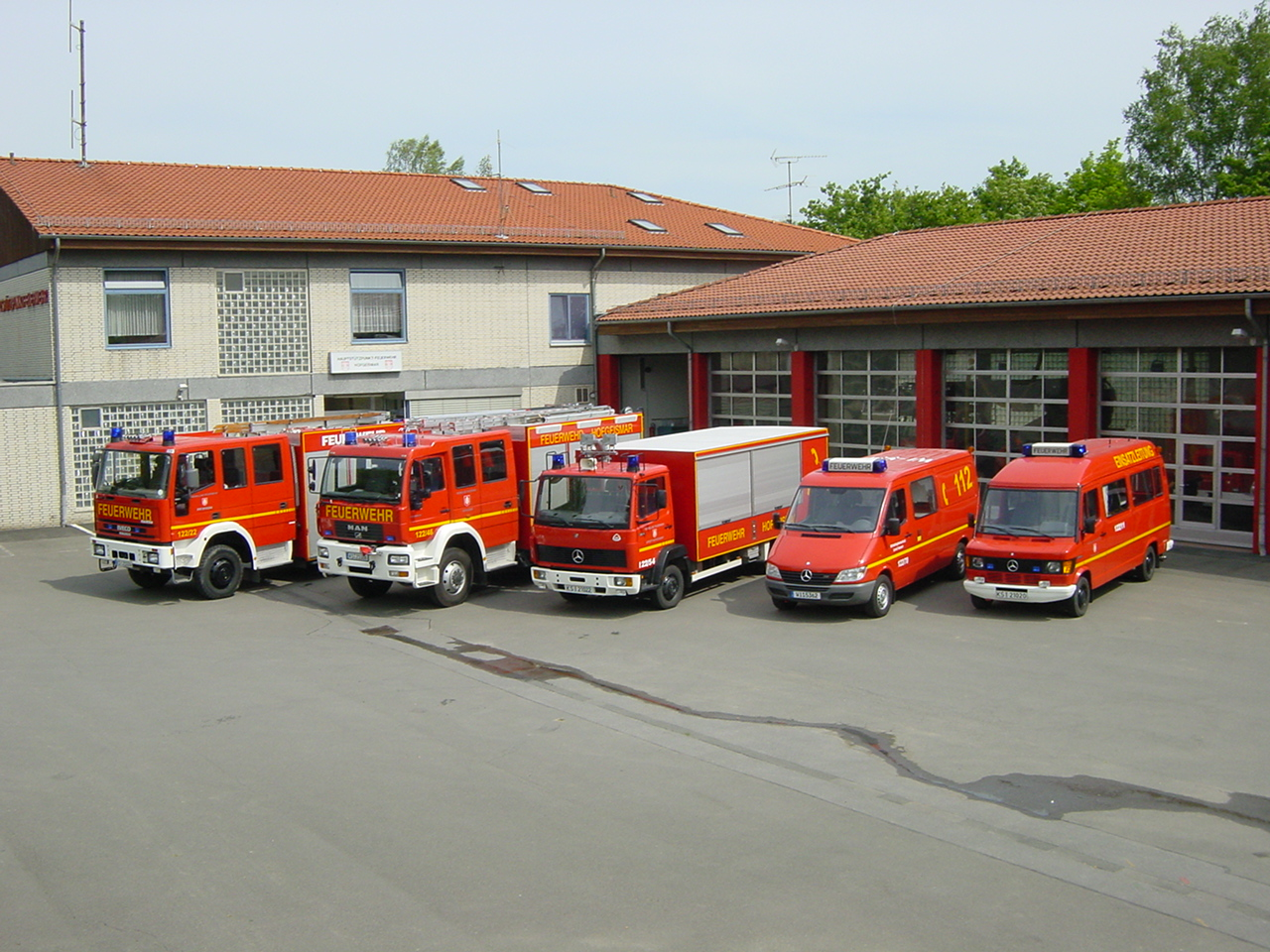
Beispiel für einen Gefahrgutzug

Im Feuerwehralltag werden unterschiedliche Fahrzeugtypen je nach dem anliegenden Einsatz miteinander kombiniert eingesetzt. Solche Fahrzeugkombinationen werden laut Feuerwehr-Dienstvorschrift 3 als Zug bezeichnet. Die bekannteste Form eines Zuges der Feuerwehr ist der Löschzug, der vielerorts etwa aus einem Einsatzleitwagen, einem Hubrettungsfahrzeug und zwei Löschfahrzeugen besteht.
Ein Zug hat nach Feuerwehr-Dienstvorschrift eine Sollstärke von 22 Mann, was jedoch bei Freiwilligen Feuerwehren selten exakt erreicht wird, da die Verfügbarkeit des Personals von vielen Faktoren abhängt. Aus Kostengründen sind auch viele Berufsfeuerwehren dazu übergegangen, ihre Züge zwar aus den obligatorischen Fahrzeugen zusammenzusetzen, diese entsprechend einer Empfehlung der Arbeitsgemeinschaft der Leiter der Berufsfeuerwehren jedoch mit nur 14 Einsatzkräften zu besetzen.
Ein Löschzug kann durch maximal eine weitere Gruppe ergänzt werden und wird dann als erweiterter Zug bezeichnet.
Neben dem Löschzug werden auch Züge zur Bewältigung anderer Einsatzlagen aufgestellt. So verfügen viele Feuerwehren über einen Rüst- oder Rettungszug, der zu besonders schweren Verkehrsunfällen ausrückt. Aus welchen Fahrzeugen sich dieser zusammensetzt, unterliegt starken örtlichen Schwankungen, in der Regel sind jedoch mindestens ein Rüstwagen und ein Löschfahrzeug Bestandteil dieses Zuges. In vielen Landkreisen existieren Gefahrgutzüge, die sich regelmäßig aus verschiedenen Spezialfahrzeugen zur Bestimmung und Beseitigung von Gefahrgütern und zum Schutz der Mannschaft sowie mindestens einem Einsatzleitwagen und einem Löschfahrzeug zusammensetzen.
Feuerwehren, die in ihrem Einsatzgebiet mit besonderen Einsatzlagen rechnen müssen, haben oft weitere Fahrzeugkombinationen als Zug aufgestellt. So existieren etwa auch Wasserrettungszüge (nicht identisch mit denen von Wasserwacht und DLRG) oder Waldbrandzüge, deren Zusammensetzung jedoch nicht allgemeingültig dargestellt werden kann.
Aus welchen Fahrzeugen sich ein Zug zusammensetzt, wird im sogenannten Alarmplan geregelt.

## Technik

### Pumpen

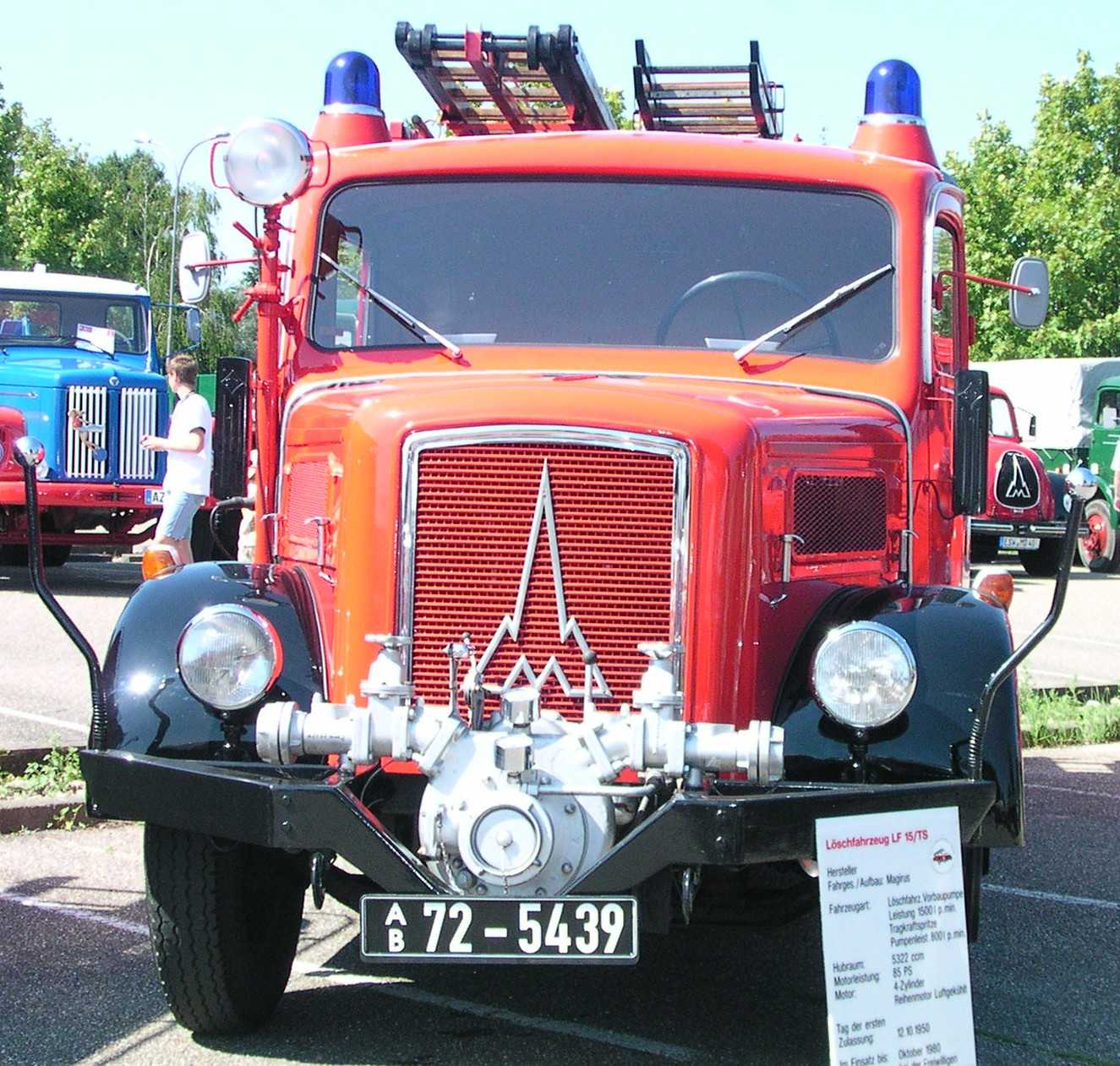
Frontpumpe

Bei den ins Fahrzeug fest integrierten Pumpen unterscheidet man zwischen Frontpumpen und Heckpumpen. Frontpumpen kommen bei solchen Fahrzeugtypen zum Einsatz, bei denen eine zweite Pumpe im Heck eingeschoben ist oder die geradeaus an eine Wasserentnahmestelle anfahren sollen (z. B. LF16-TS). Bei neueren Modellen geht man generell dazu über, fest integrierte Pumpen grundsätzlich in das Heck einzubauen und eine weitere Pumpe in einem seitlichen Geräteraum unterzubringen, da die Pumpe so mit einem Tank verbunden werden kann und besser geschützt ist.
Ist nur eine Pumpe vorhanden, wird diese üblicherweise im Heck hinter dem Wassertank installiert. Dort sind die Längen der Rohrleitungen vom Tank zur Pumpe kurz, und bei engen Einsatzstellen steht der Maschinist hinter dem Fahrzeugheck meist sicherer als an der Seite.

### Alarmeinrichtungen
Heute verfügen alle Feuerwehrfahrzeuge in Deutschland über eine Sondersignalanlage, bestehend aus Folgetonhorn und Blaulicht. Dies geht auf die 1930er Jahre zurück, wo erstmals die Kennzeichnung durch Alarmglocke, Blaulicht und Martinshorn angeordnet wurde. Das Blaulicht war bereits 1937 in der Straßenverkehrsordnung vorgesehen, aber erst 1938 wurden das Horn der Firma Max B. Martin sowie blaue Kennscheinwerfer für die Fahrzeuge der damaligen Feuerlöschpolizei vorgeschrieben. Mit diesem Erlass wurde auch die Tonfolge des Martinshorns auf eine regelmäßige Abfolge von zwei Tönen im Quartabstand (a′ und d′′) festgelegt. Daneben konnte von Fahrzeugen der Feuerlöschpolizei ein Läutsignal verwendet werden.
In den Folgejahren wurden die Signaleinrichtungen weiter vereinheitlicht. Aber erst am 29. März 1956 wurde – statt eines blauen Dauerlichts – das heute noch verwendete Blinklicht vorgeschrieben.

### Funk
Feuerwehrfahrzeuge sind zur Kommunikation der einzelnen Rettungskräfte untereinander in der Regel mit einem Funkgerät ausgestattet.
Hier sind in analoger Funktechnik das sogenannte 2-Meter-Band, vornehmlich für den Einsatzstellenfunk mit Handsprechfunkgeräten, sowie dem 4-Meter-Band für die Kommunikation zwischen den Fahrzeugen bzw. mit den Leitstellen im Einsatz.
Die Umstellung auf Digitalfunk ist bundesweit vorgesehen und aktuell (Stand 2018) in einigen Ländern bereits abgeschlossen, während andere Bundesländer sich noch in der Planungsphase befinden. Von diesem modernen System erhofft man sich in der Zukunft bessere und störungsfreie Kommunikation, auch über Kreis- und Landesgrenzen hinweg.

## Geschichte

### Feuerwehrfahrzeuge vor dem Ersten Weltkrieg

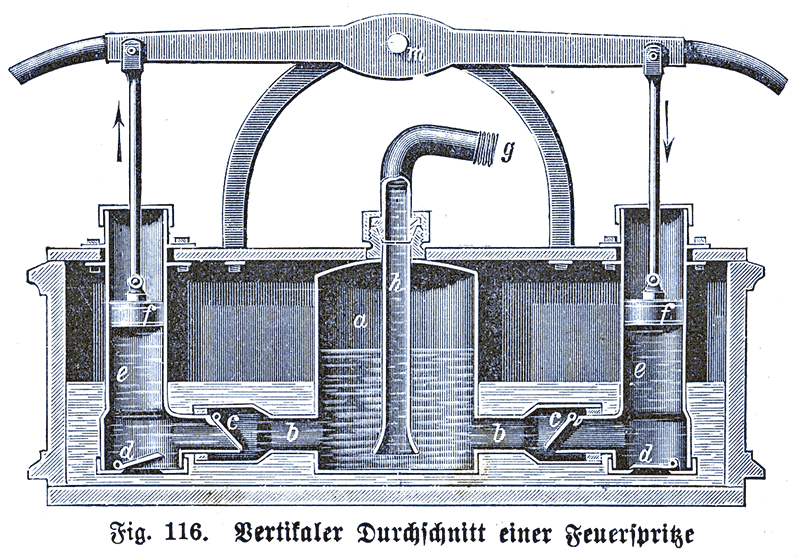
Historische Feuerspritze

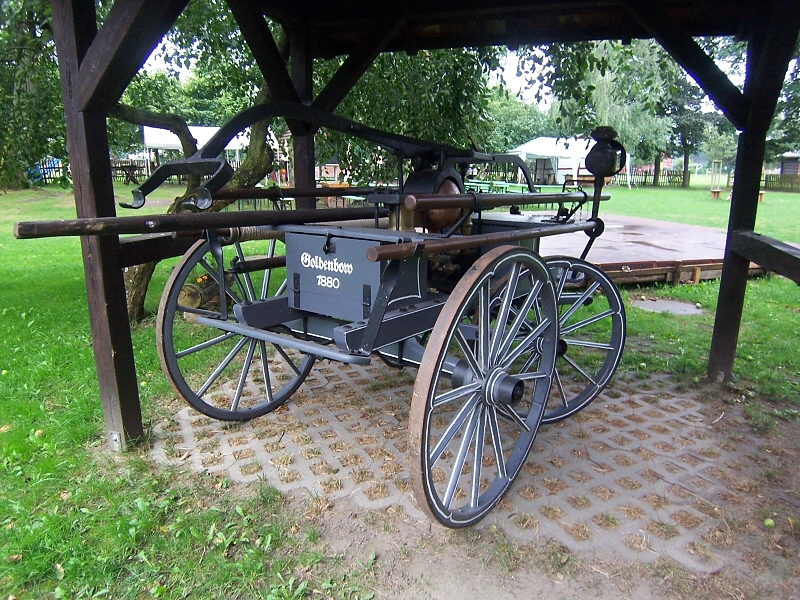
Historische Feuerspritze der Feuerwehr Goldenbow

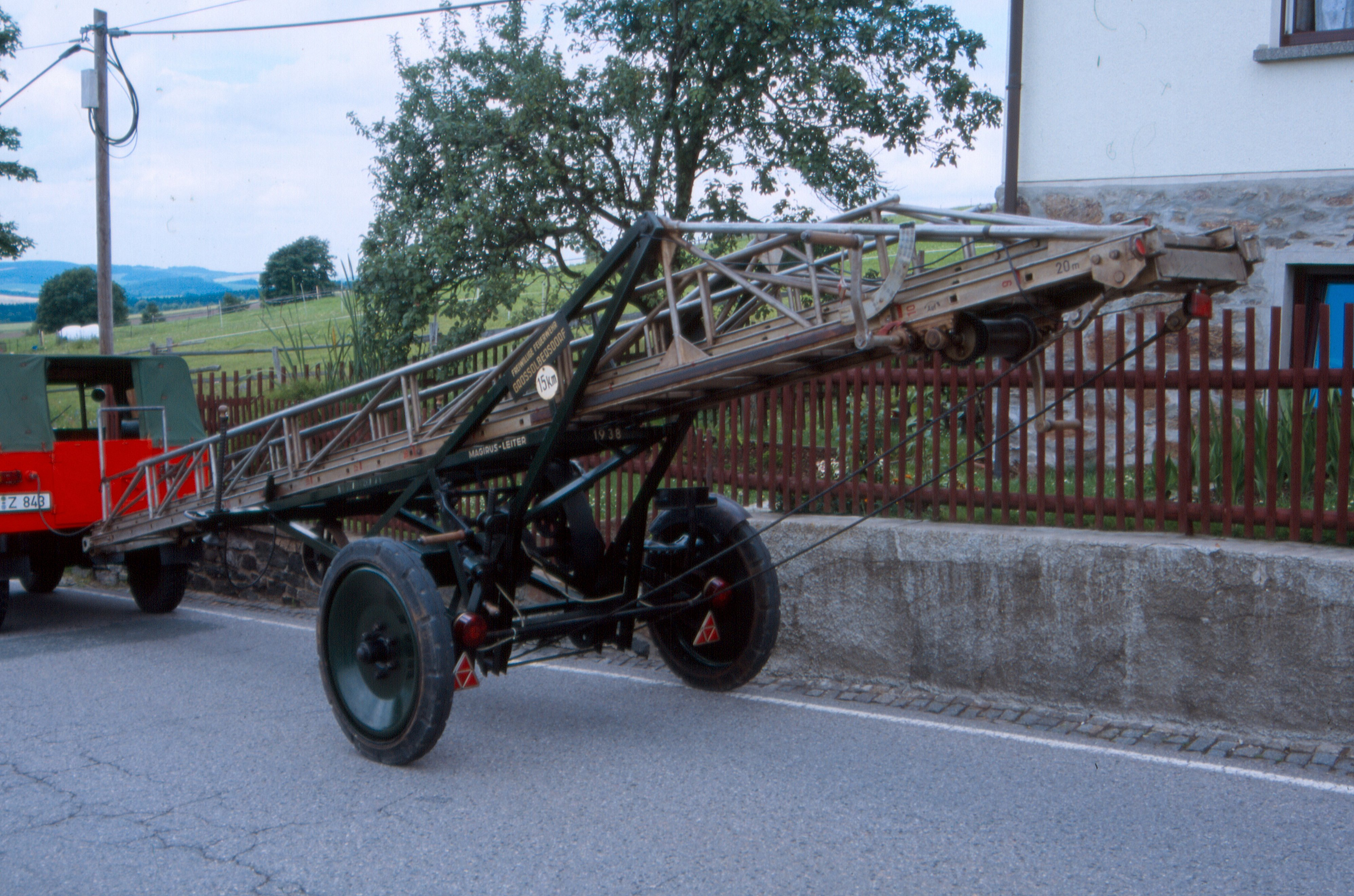
Historische Feuerwehrleiter

Die ersten Feuerwehrfahrzeuge wurden handwerklich gefertigt und basierten auf dem Bau von Kutschen und Wagen. Bis zum Ende des 19. Jahrhunderts existierten im Wesentlichen nur zwei Typen von Feuerwehrfahrzeugen: Der Spritzenwagen und die Schiebleiter, welche entweder von Pferden oder von der Mannschaft selbst zur Einsatzstelle gezogen wurden. Sie waren aus Holz gebaut und wurden durch Muskelkraft betrieben, weshalb man sich im Einsatz nicht immer auf sie verlassen konnte. Infolge der Industrialisierung kam es zur Technisierung und damit zur Motorisierung der Feuerwehren, allerdings nur sehr zögerlich, da man seitens der Feuerwehrleute Bedenken hatte, mit benzingetriebenen Fahrzeugen nahe an Brände heranzufahren. Die Geschichte moderner Feuerwehrfahrzeuge beginnt im Jahre 1902, als das Freiburger Unternehmen Grether & Cie. das erste Feuerwehr-Kraftfahrzeug der Welt mit einem Verbrennungsmotor fertigte. Der nächste Meilenstein folgt 1904, als Magirus (später Magirus-Deutz und heute Iveco Magirus) die erste motorgetriebene Drehleiter baute, welche jedoch weiterhin von Hand ausgefahren werden musste. Kurz darauf folgten Motorpumpen, was der Firma Magirus zum wirtschaftlichen Aufstieg verhalf. Auch andere Hersteller von Feuerwehrtechnik begannen damals, Feuerwehraufbauten auf Lastkraftwagen-Fahrgestellen zu installieren.
Hauptartikel: Feuerspritze

### Feuerwehrfahrzeuge nach dem Ersten Weltkrieg
Nach dem Ersten Weltkrieg entstanden die Grundlagen für das moderne Feuerwehrwesen. Die Fahrzeuge wurden besser, vielfältiger und moderner. Es wurden Bestimmungen und Vorschriften festgelegt, wie sie auszusehen hatten und verwendet werden sollten. Besonders in der Zeit des Nationalsozialismus erfuhr ihre Entwicklung einen Schub. Bereits am 1. März 1937 wurde angeordnet, dass die Feuerwehrfahrzeuge tannengrün zu lackieren sind. Die Feuerwehren wurden reichsweit ab dem 23. November 1938 der Polizei unterstellt. Die Berufsfeuerwehren wurden in Feuerschutzpolizei umbenannt. Die Freiwilligen Feuerwehren wurden zu technischen Hilfstruppen der Polizei, behielten aber die Bezeichnung Freiwillige Feuerwehr. Daneben entstanden militärische Feuerwehreinheiten, der Sicherheits- und Hilfsdienst (SHD). Einheitliche Bauvorschriften wurden ab dem 16. Februar 1940 erlassen, wobei unter anderem zwischen drei Löschfahrzeugen unterschieden wurde: Leichtes Löschgruppenfahrzeug (LLG, das spätere LF 8), Schweres Löschgruppenfahrzeug (SLG, das spätere LF 15) und Großes Löschgruppenfahrzeug (GLG, das spätere LF 25). Am 14. August 1942 folgte die Anordnung, dass alle Fahrzeuge in schwarzgrau-matt (RAL 7021) ausgeliefert werden sollen. Ab dem 7. April 1943 wurde die Lackierung durch Erlass in gelb-grau-matt (RAL 7028) geändert.

### Feuerwehrfahrzeuge nach dem Zweiten Weltkrieg

#### In der Bundesrepublik Deutschland

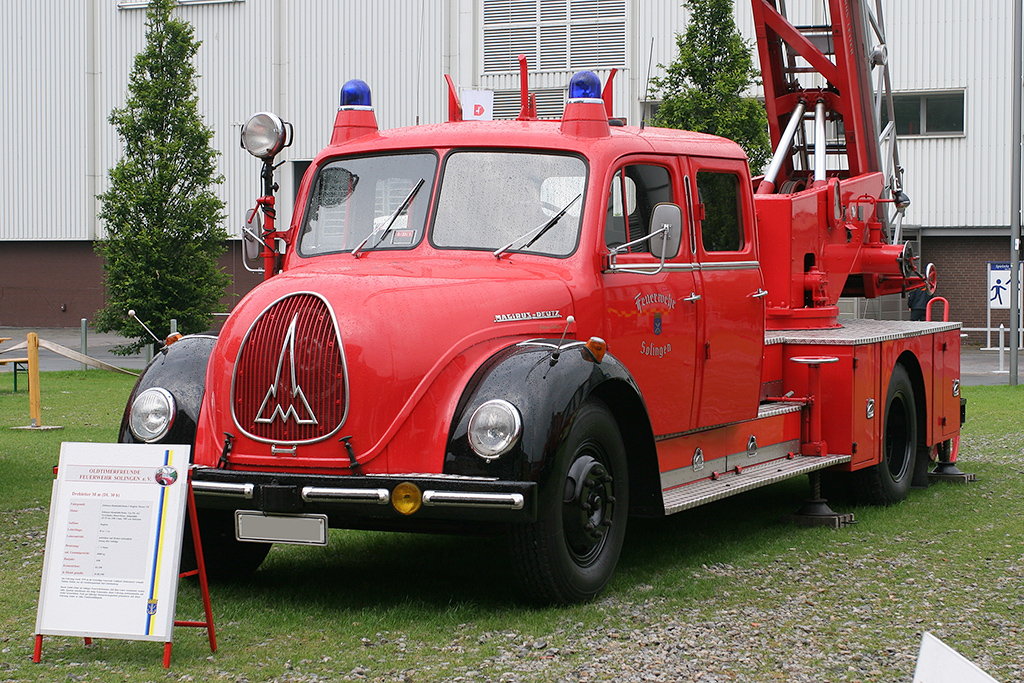
Legendärer Magirus-Deutz Rundhauber – das meistgebaute Feuerwehrfahrzeug in der Nachkriegszeit

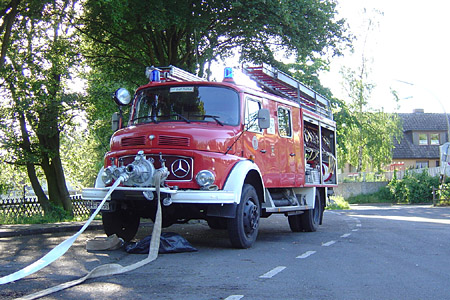
Kurzhauber von Mercedes-Benz

Nach dem Zweiten Weltkrieg wurden viele der heute noch verwendeten Feuerwehrfahrzeuge entwickelt. Hierzu zählen die meisten Löschgruppenfahrzeuge, Tanklöschfahrzeuge, die Drehleitern, Rüst- und Gerätewagen sowie die Tragkraftspritzenanhänger. Eine Besonderheit war das LF 16-TS, welches mit einer Vorbaupumpe so konzipiert wurde, dass es z. B. offene Gewässer geradeaus anfahren und das Wasser fördern konnte. Im Laufe der Zeit wurden die Fahrzeuge immer weiter verfeinert und verbessert. Für die technische Weiterentwicklung und wichtige Innovationen von Bedeutung waren (und sind) zahlreiche Hersteller von Feuerwehrfahrzeugen, die neue Technologien zur Einsatzreife entwickelten und herstellten. Besonders in Anbetracht eines drohenden Krieges mit atomaren Waffen wurden besonders auch ABC-Abwehrkomponenten gefördert. Aus Erfahrungen durch Wald- und Flurbränden wurden größere oder geländegängigere Tanklöschfahrzeuge und Schlauchwagen entwickelt.
Sehr lange prägten Lang- und Kurzhauber von Magirus-Deutz, MAN und Mercedes-Benz das typische Erscheinungsbild der Feuerwehrfahrzeuge: In den 1950er und 1960er Jahren war Magirus-Deutz mit seinen Rund- und Eckhaubern unangefochtener Marktführer im Feuerwehrbereich. Kurzhauber von MAN und Mercedes-Benz wurden noch bis Mitte der 1990er Jahre bei Neuanschaffungen im Katastrophenschutz beschafft, da sie eine geringere Bauhöhe aufwiesen als Frontlenker und daher auch für den Lufttransport geeignet waren. Erst in den 1970er Jahren setzten sich die Frontlenker auch bei den Feuerwehren durch und damit 10 bis 20 Jahre später als bei zivilen Lastkraftwagen.
Im Laufe der Zeit stiegen die Anforderungen an die Fahrzeuge, sodass immer neuere und größere Typen entwickelt wurden, die sich aber immer mehr ähnelten: Löschgruppenfahrzeuge erhielten eine Schnellangriffseinrichtung und einen Tank, Tanklöschfahrzeuge einen hydraulischen Rettungssatz. Gleichzeitig kam es aber auch zu gewissen Differenzierungen, z. B. bei Drehleitern: Ab 1980 gab es neue Drehleitertypen mit Tieffahrerhaus vor der Vorderachse, um eine geringere Bauhöhe des Fahrzeugs zu erreichen. Dies war insbesondere für Einsätze in engen Innenstädten sinnvoll.

#### In der DDR

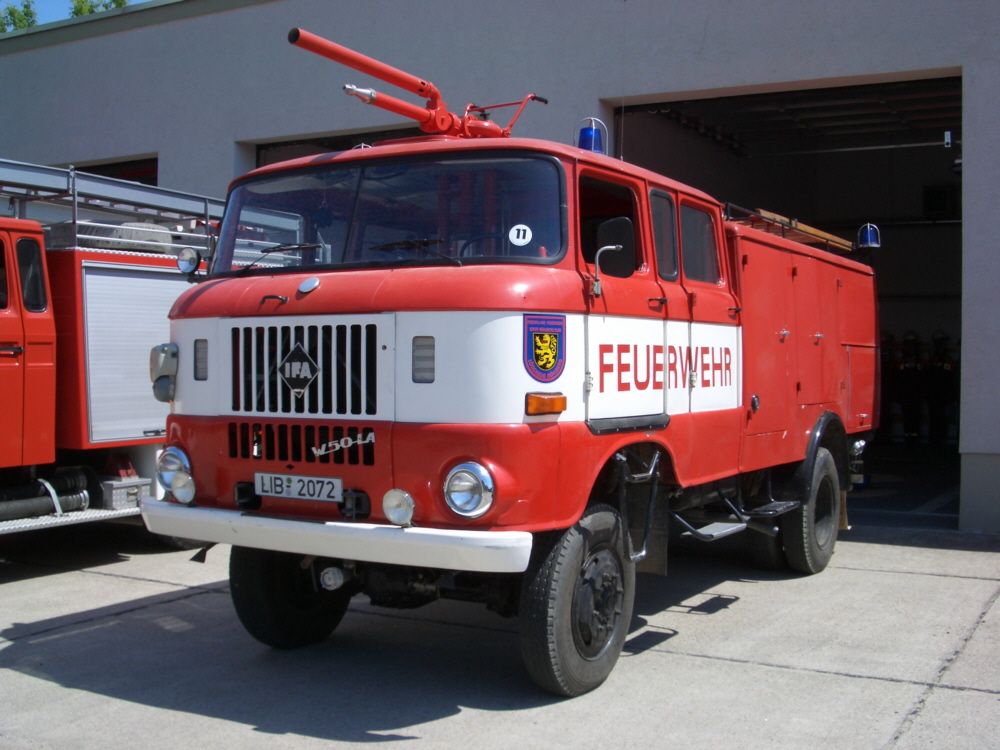
TLF auf IFA W50

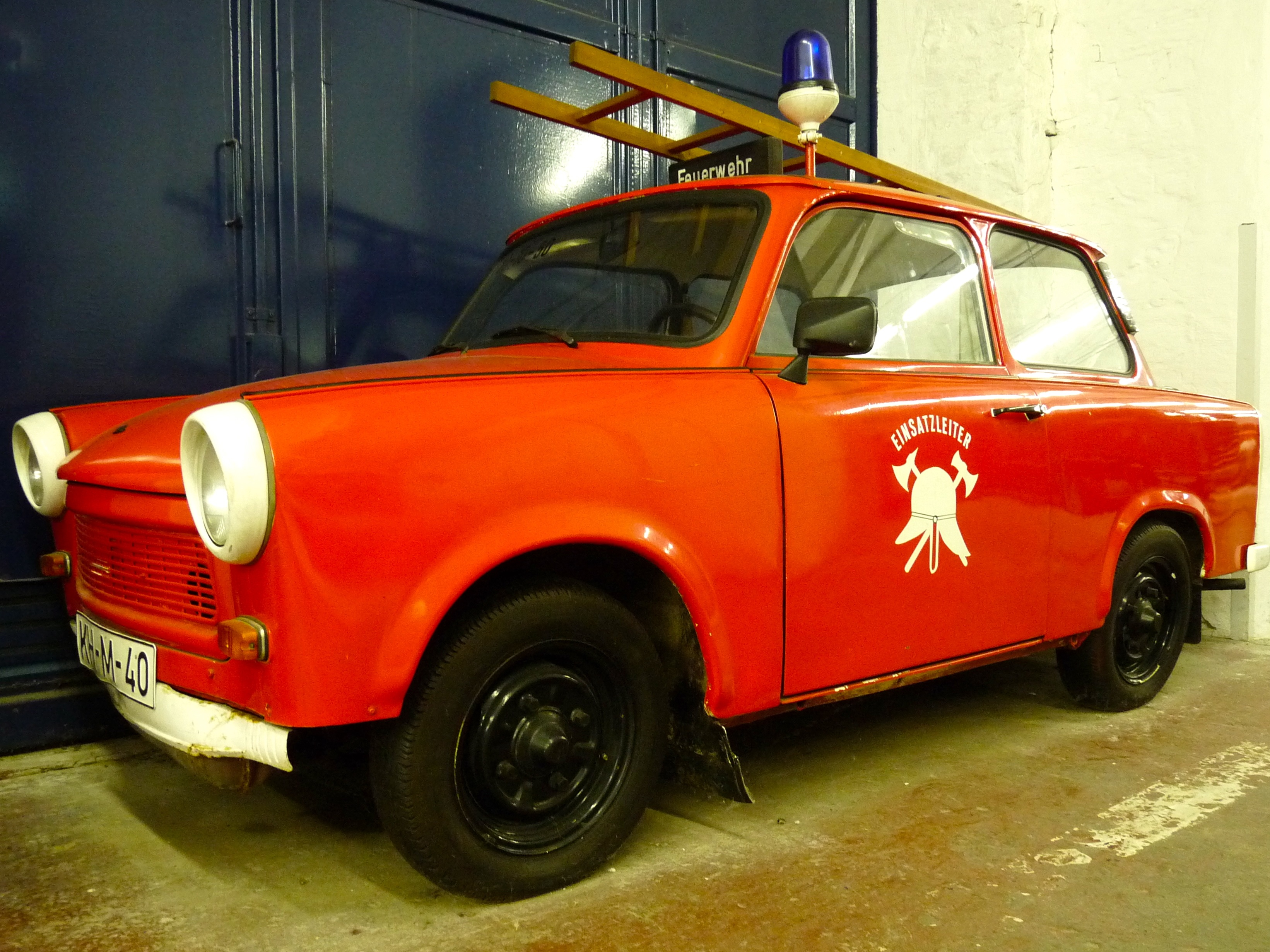
Einsatzleiter-Fahrzeug im Oldtimer Museum Rügen

Die Entwicklung der Feuerwehrfahrzeuge der DDR begann 1949 mit der Produktion von Lkw im VEB Horch Automobilwerk Zwickau im VEB Phänomen Werk in Zittau.
Löschfahrzeuge LF 10 und LF 15 waren die ersten Feuerwehrfahrzeuge in der DDR, bis zur ersten Drehleiter (DL 25) dauerte es bis zum Jahr 1962. Bei den Einsatzfahrzeugen gab es eine strikte Normung nach TGL (vergleichbar mit der DIN).
Es gab drei Hauptstandorte für die Produktion von Feuerwehrfahrzeugen:
- In Luckenwalde den Nachfolger der Firma Koebe, den VEB Feuerlöschgerätewerk Luckenwalde (heute Rosenbauer),
- in Görlitz den VEB Feuerlöschgerätewerk Görlitz, vormals Firma G.A. Fischer und
- in Jöhstadt den VEB Feuerlöschgerätewerk Jöhstadt, Vorgänger war die Firma Flader.

### Feuerwehrfahrzeuge heute

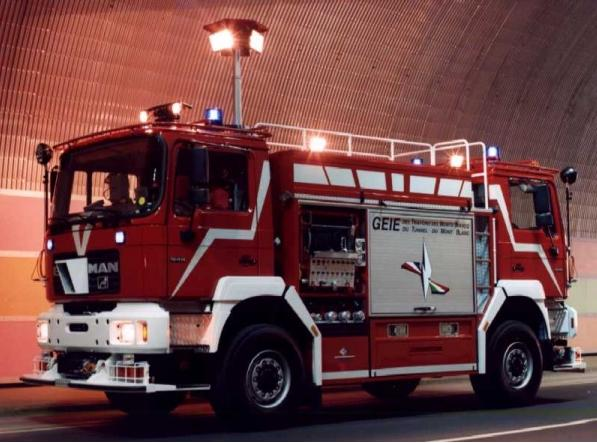
Tunnellöschfahrzeug mit 2 Fahrerhäusern der Firma BAI

Im Laufe der Zeit hat man erkannt, dass die Vielfalt an genormten und nicht genormten Fahrzeugen es immer schwieriger macht, den Überblick zu behalten und deren Einsatzwert richtig einzuschätzen. Deshalb wurden im Jahr 2005 neue Normen für Feuerwehrfahrzeuge herausgegeben, die nur noch 12 Fahrzeuge als normungswürdig anerkennt. Besonders die ähnlichen Fahrzeuge verschiedener Größenordnungen werden zu einem Fahrzeugtyp zusammengefasst. Die größten Hersteller von Feuerwehrfahrzeugen in Deutschland sind heute die Firmen Magirus, Metz Aerials, Rosenbauer-Gruppe, Schlingmann und Ziegler. Daneben bestehen noch weitere kleinere Aufbauhersteller wie z. B. BAI, ITURRI Feuerwehr- und Umwelttechnik und Lentner.

## Kartelle
Im Februar 2011 legte das Bundeskartellamt das so genannte Feuerwehrfahrzeuge-Kartell auf dem deutschen Markt offen und verhängte gegen die Hersteller Rosenbauer, Iveco Magirus Brandschutztechnik, Ziegler und Schlingmann Bußgelder in Höhe von insgesamt 68 Millionen €.